# Бахлулзаде, Саттар Бахлул оглы
Сатта́р Бахлу́л оглы Бахлулзаде́ (азерб. Səttar Bəhlul oğlu Bəhlulzadə / Сәттар Бәһлул оғлу Бәһлулзадә; 2 [15] декабря 1909, Амирджан, Бакинская губерния — 13 октября 1974, Москва) — азербайджанский советский живописец XX века, известный в основном своими большими лирическими пейзажами, воспевающими природу Азербайджана, Заслуженный деятель искусств Азербайджанской ССР (1960), Народный художник Азербайджанской ССР (1963), лауреат Государственной премии Азербайджанской ССР (1972). Награждён двумя орденами Трудового Красного Знамени (1959, 1969).
Учился в Азербайджанском художественном техникуме (1927—1931) и в Московском художественном институте (1933—1940) у Владимира Фаворского и Григория Шегаля. Среди наиболее известных картин художника «Долина Гудиалчай» (1953), «Вечер над Каспием» (1959), «Мечта земли» (1963), «Весна моей Родины» (1967), «Земля Азербайджана» (1970), «Бузовны. Берег» (1972) — все в Национальном музее искусств Азербайджана (Баку). Саттар Бахлулзаде считается одним из основоположников современной азербайджанской пейзажной живописи, а также основоположником азербайджанского импрессионизма, внёсшим значительный вклад в развитие азербайджанского пейзажа 1960—1970-х годов.
Произведения Бахлулзаде демонстрировались как на республиканских, всесоюзных, так и на персональных выставках в Баку и в других городах мира. Значительная часть его картин сегодня хранится в Национальном музее искусств Азербайджана, где работам художника посвящён отдельный большой зал. Картины Бахлулзаде хранятся также в музеях Москвы, Тбилиси, Еревана, Пекина и других городов.
Имя Саттара Бахлулзаде носит одна из улиц города Баку. В посёлке Амирджан, где художник родился и провёл большую часть своей жизни, открыт дом-музей, в котором выставлены личные вещи и копии картин художника. Над могилой Бахлулзаде в Амирджанах воздвигнут памятник.

## Биография

### Детство
Родился Саттар Бахлулзаде 2 (15) декабря 1909 года в селе Амирджаны вблизи Баку (ныне — посёлок в Сураханском районе Баку) в семье Бахлула и Окумы Бахлулзаде. Он был третьим ребёнком в семье после двух старших сестёр. Любовь к рисованию появилась у Саттара в раннем детстве. После того, как отец подарил ему цветные карандаши, Саттар рисовал всё, что его окружало — праздник Новруз, сопровождаемый танцами Кёс-кёса, традиционными прыжками молодых ребят через костры и пр.
| |  |
| Дом в Амирджанах, в котором родился Бахлулзаде и барельеф на стене дома (скульптор — Джюмшюд Ибрагимов) |  |

Находясь с ранних лет в окружении предметов народного творчества, среди которых были разноцветные ковры, вытканные его матерью и бабушкой, ювелирные изделия, а также изделия из керамики и медная посуда, передававшиеся из поколения в поколение, Саттар с малых лет стал тяготеть к искусству. В одном из своих дневников художник писал:
В доме все было на своём месте. Она [мать] располагала посуду словно художник. Одеяла и покрывала так складывала, чтобы цветовая гамма совпадала. Для неё это было произведение искусства, это была красота.
Искусствовед Расим Эфендиев полагает, что сельские праздники, народные игры, яркие наряды молодёжи, привлекавшие внимание маленького Саттара разнообразные предметы быта разукрашенные народными умельцами: ложки и игрушки вырезанные из дерева, расписные арбы с высокими колёсами, разноцветные сундуки и яркие с красивым орнаментом джорабы (шерстяные носки) — были теми детскими впечатлениями, благодаря которым и возникла в Саттаре Бахлулзаде любовь к искусству.
Уже в пять лет у Саттара появилась тяга к рисованию, он также вырезал животных из бумаги. Вскоре его «работами» были украшены стены дома .
В школьную пору Саттар увлекался стихами Низами Гянджеви, Вагифа, Хагани Ширвани, однако больше всего его вдохновляла поэзия Физули, герои его произведения «Лейли и Меджнун». Он изображал их на обложках своих тетрадей и книг. Учителям нравилось творчество молодого художника. «Тебе, Саттар, один путь — в художники», — говорили они. Музыку Саттару Бахлулзаде преподавал видный азербайджанский композитор Муслим Магомаев, дед знаменитого советского певца Муслима Магомаева. Его первое знакомство с историей, литературой и поэзией Азербайджана произошло в той же школе.

### Учёба в техникуме. Начало творчества
Имея огромное желание творить, в 1927 году Саттар Бахлулзаде поступил в Азербайджанский художественный техникум, где получил начальное профессиональное художественное образование. Это решение он принял, прислушавшись к совету живших в Баку родственников. Существовавшее с 1920 года учебное заведение, в то время представлявшее собой центральную студии со свободными мастерскими, в 1921 году стало Высшей государственной художественной школой, а уже в 1927 году получило название — Азербайджанский государственный техникум (в 1938 году техникум был преобразован в Азербайджанское государственное художественное училище, со скульптурным отделением созданным при нём).
В техникуме Саттара опекал известный к тому времени художник Азим Азимзаде. Несмотря на то, что рисунок преподавался в техникуме не на высоком уровне, особое влечение к нему, ставшему основой мастерства художника, Бахлулзаде вынес именно из этого учебного заведения. Окончив техникум в 1931 году, Саттар стал работать под началом Азима Азимзаде в газете «Коммунист» в качестве художника-графика. 15 марта 1972 года в одном из своих дневников художник писал:
В 1931 году я учился в последнем классе художественной школы, тогда великий художник Азим Азимзаде пришёл в школу в качестве директора. Он взял меня на работу к себе, в газету «Коммунист»…Оригинальный текст (азерб.)
Mən  1931-ci ildə rəssamlıq  məktəbinin son sinfində  oxuyurdum, onda böyük rəssamımız  Əzim Əzimzadə məktəbə müdir gəlmişdi. O məni "Kommunist" qəzetinə, öz yanına işləməyə apardı…
В редакции газеты Бахлулзаде проработал два года (до 1933 года). В период 1931—1933 гг. были опубликованы первые карикатуры Бахлулзаде в этой газете. Они писались им как иллюстрации к критическим заметкам и статьям. Эти карикатуры стали первыми работами художника, хотя период его работы в газете был непродолжительным.
Период совместной работы и общение в редакции газеты «Коммунист» с Азимом Азимзаде стало хорошей школой для Саттара Бахлулзаде. Позже их общение переросло в настоящую дружбу. Как признавал сам Бахлулзаде, Азимзаде оказал на него «огромное духовное влияние». Сущность познавательных сторон художественных произведений была впервые раскрыта молодому Бахлулзаде именно Азимом Азимзаде. Воспитывая вкус Бахлулзаде посредством разговоров с ним и чтения, он также учил его навыкам, как можно «заставать жизнь врасплох», исследовать культуру своего народа.
Эта дружба способствует возникновению мечты о высшем художественном образовании. Лето 1933 года стало временем, когда он покинул редакцию газеты и уехал в Москву.

### Учёба в Москве

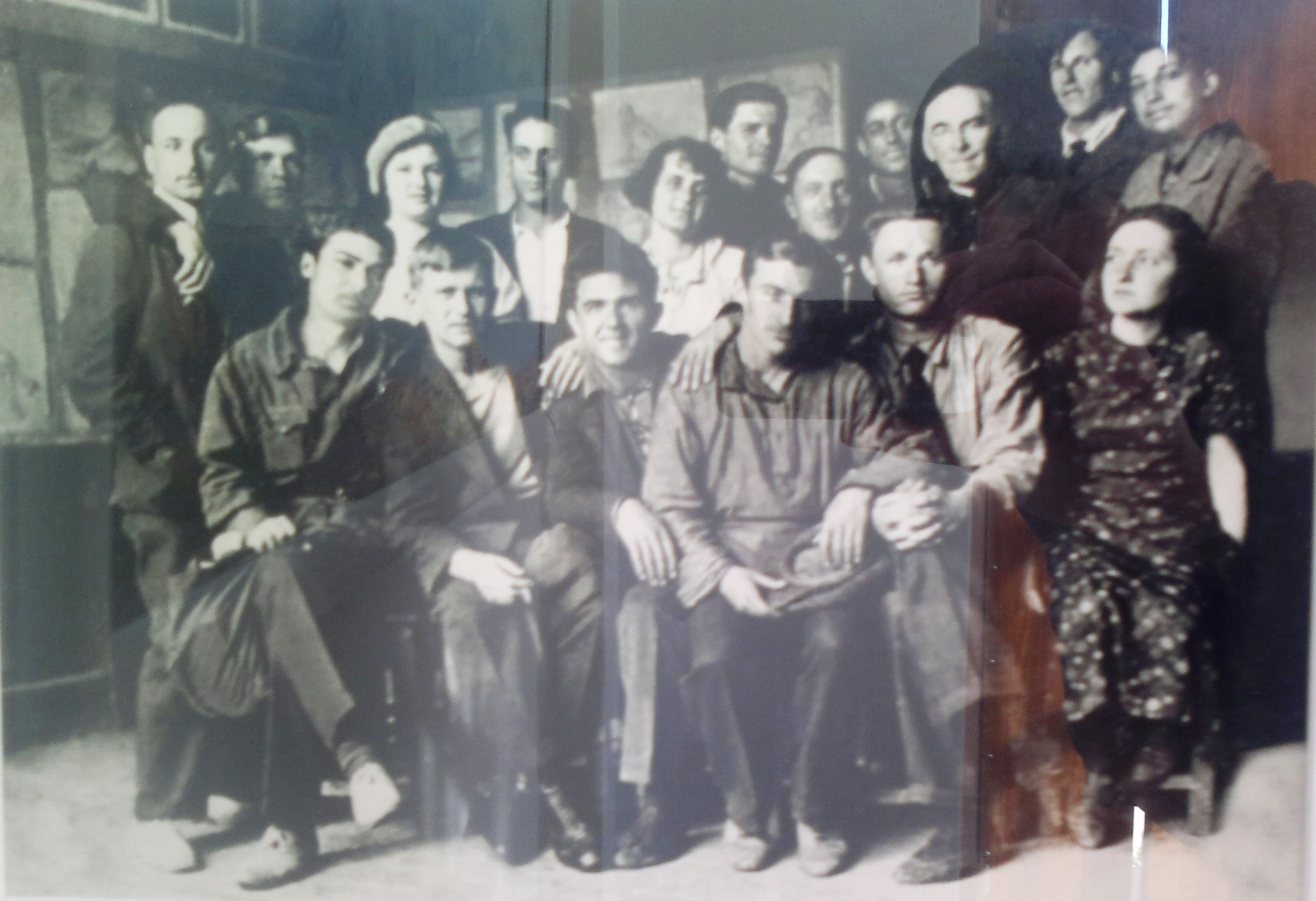
Саттар Бахлулзаде (крайний справа) вместе с сокурсниками в Москве. 1940 год

Для продолжения учёбы, по совету Азимзаде, Бахлулзаде едет в Москву. В 1933 году поступает в Московский художественный институт имени В. И. Сурикова на графический факультет, где становится студентом Владимира Фаворского и Григория Шегаля. Первое время Бахлулзаде главным образом занимался в мастерской Фаворского. Во время же летней практики в Крыму некоторые наброски Саттара заметил Шегаль и предложил ему перейти на факультет живописи. Тот так и сделал.
Именно в этом институте у Бахлулзаде проявляется интерес к пейзажной живописи. По истечении двух лет, проявившиеся художественные наклонности привели Бахлулзаде на факультет живописи. На процесс сложения творчества будущего мастера пейзажа большую роль оказали летние поездки в Крым. Понимание того, что его путь — путь живописца приходит к Бахлулзаде именно здесь, на лоне живой природы. И однажды Шегаль, руководивший пленером, заметив воспроизведённые с натуры этюды художника, предложил ему перейти на руководимый им факультет живописи. Так Бахлулзаде становится студентом Шегаля. Мастерство этого педагога оставило отпечаток на дальнейшем творчестве его учеников.
Свидетельством плодотворного обучения в мастерской Шегаля становится исполнение в 1939 году небольшого классного этюда цыганочки. Бахлулзаде изобразил её сидящей в чёрном пальто, руки сложены на коленях. По словам Расима Эфендиева, «в выражении её лица, в грустных глазах Бахлулзаде раскрыл подлинно живое и глубоко человечное чувство, придающее особую жизненность всему портрету». Здесь прослеживаются качества характеризующие творчество самого Шегаля — тонкая живописность работ и мастерство подчинения тональным цветовых отношений.
Учителями Саттара Бахлулзаде в институте помимо Шегаля и Фаворского были такие мастера, как Лев Бруни, Павел Павлинов, Константин Истомин, Игорь Грабарь и др.
Искусствовед Зиядхан Алиев, обращая внимание на созданные художником в годы институтской учёбы с натуры рисунки обнаженных тел, отмечает, что наряду с пейзажем Бахлулзаде правильно изображал и человеческие фигуры. Из приобретенной Алиевым из одной частной коллекции зачётной книжки Бахлулзаде следует, что из 48 экзаменов с 1934 по 1940 год художник получил всего лишь три оценки «отлично»: по «Анатомии», «Истории искусства» и «Основам марксизма-ленинизма». По мнению Алиева, отличная оценка по анатомии доказывает, что дальнейшая тяга Бахлулзаде к пейзажу не обусловлена слабым знанием анатомии человека.
В 1940 году Бахлулзаде работает над картиной «Восстание Бабека», посвящённой предводителю восстания хуррамитов против Арабского халифата Бабеку, являвшейся его дипломной работой. На эскизе были изображены повстанцы, слушающие призыв Бабека. Художником была проделана сложная работа по подготовке к картине. В Музее истории и библиотеках он кропотливо занимается изучением оружия, костюмов, головных уборов. Пейзажи, лошадей Бахлулзаде рисовал в летний период, живя в Амирджанах. Но когда работа была закончена и выставлена, Саттару в связи с начавшейся в 1941 году Великой Отечественной войной не удалось защитить дипломную и ему пришлось вернуться в Баку. После окончания войны Саттар получал несколько приглашений из Москвы для защиты дипломной, но Саттар этого не делал. Он говорил:«Нужен ли художнику диплом для доказательства своей ценности?».
В Баку Саттар Бахлулзаде первое время стал преподавать в той же художественной школе, где сам некогда получил первое образование. Так, с 1942 по 1944 год он занимался преподавательской деятельностью в Бакинском художественном техникуме.

### Творческий успех
После окончания учёбы основное место в творчестве Бахлулзаде занимали портреты исторических личностей (Фатали-хана, каллиграфа Мир Али и др.). В 1941 году он стал членом Союза художников СССР. В послевоенные годы Бахлулзаде написал картины, на которых отобразил нефтяные промыслы Апшерона, дачи и сёла полуострова. Влечение к природным образам в творчестве Бахлулзаде со временем усилилось, он начал создавать больше пейзажных композиций.

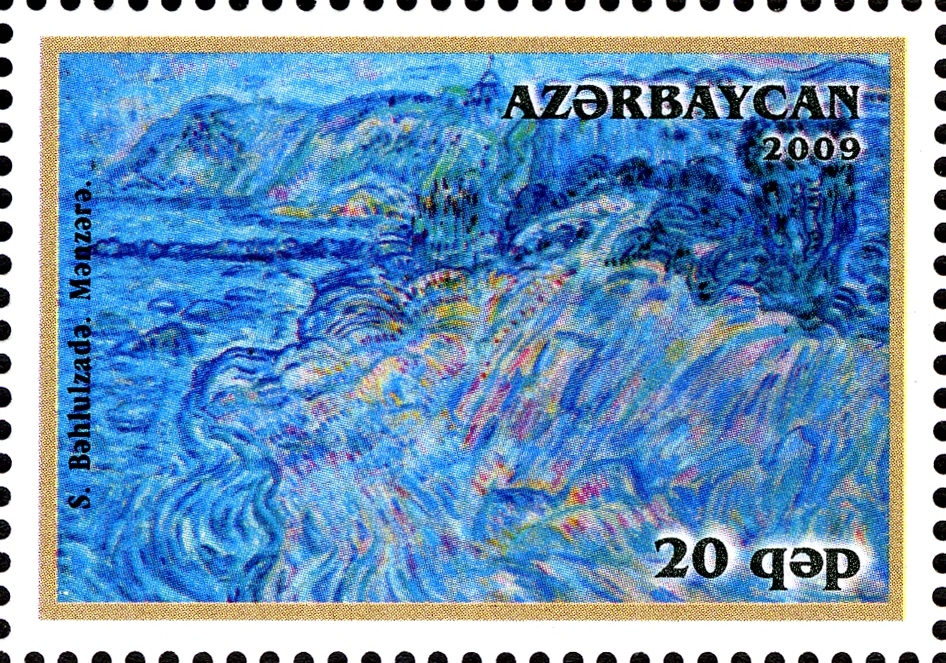
«Пейзаж» Саттара Бахлулзаде на почтовой марке Азербайджана 2009 года

Бахлулзаде был известен прежде всего своими пейзажами Азербайджана. Им написаны большие пейзажи-картины лирического содержания, посвящённые природе республики. Очень часто он выезжал на природу, чтобы запечатлеть на холсте всю её красоту. Бахлулзаде говорил:
За вдохновением и натурой я не отправлялся на остров Таити, подобно Гогену, и не советую делать это другим. Потому что народное бытие, исконная земля — они и есть подлинные источники вдохновения.
Оригинальный текст (азерб.)
Mən natura dalınca Qogen kimi baş götürüb başqa diyarlara getmərəm. Doğma yurdumun təbiəti mənim ilham qaynağımdır.
Хотя экспериментировал Бахлулзаде во многих жанрах, его уникальный талант раскрывался во время работы над пейзажами. Изначально, художник использует реалистичный подход к воспроизведению природы, как его и учили. Однако, скоро развился присущий Бахлулзаде собственный стиль, способный выразить возникающие в нём эмоциональные чувства. Зародившийся новый стиль был в действительности больше сюрреалистичным и космическим, некоторые из его произведений выглядят как фотографии Земли, сделанные из космоса. Сочетая пастельные тона и смелые мазки, Бахлулзаде воспроизводил природу более красочной и живой, а иногда даже более фантастичной, чем это было в действительности.

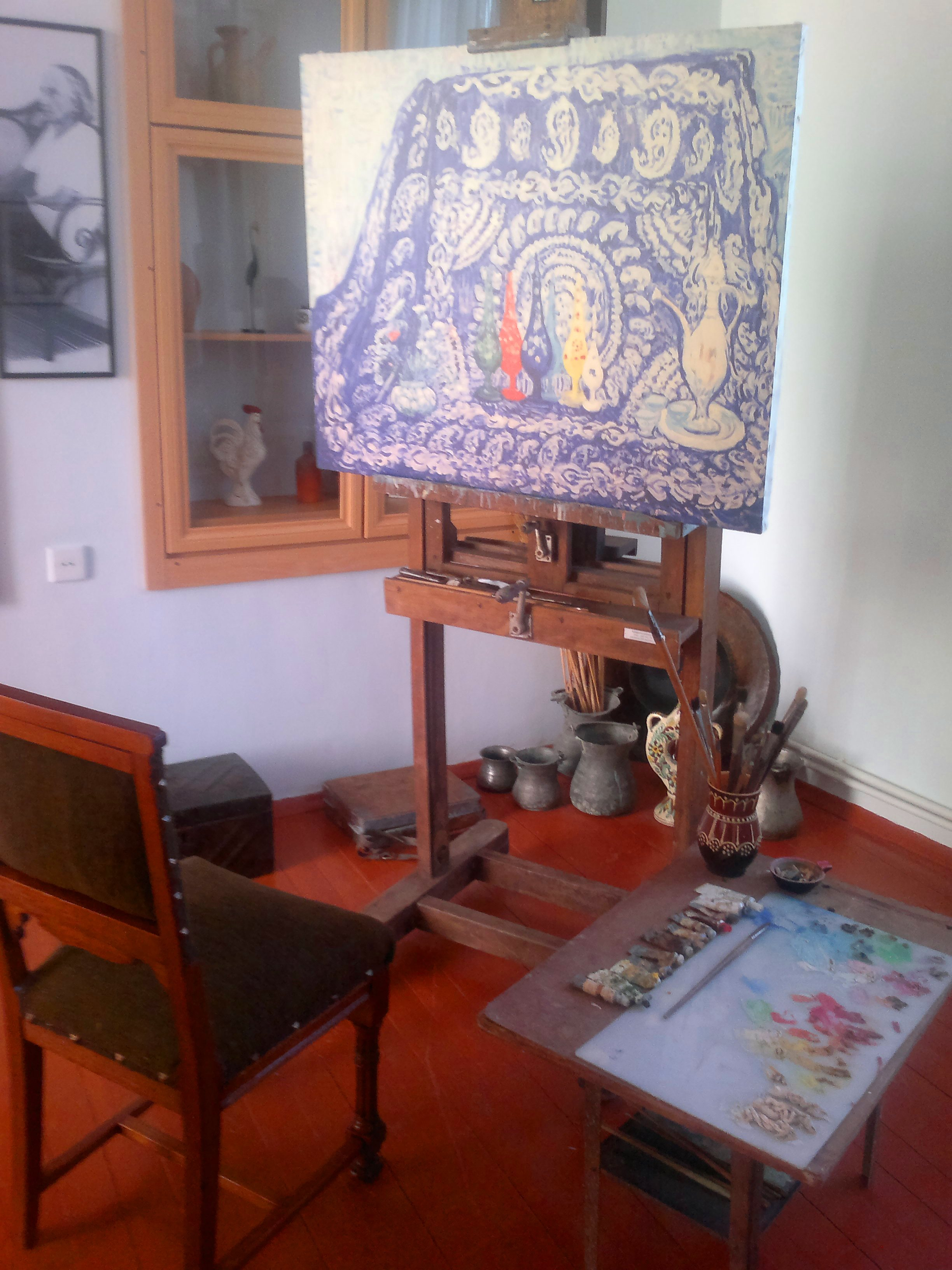
Мастерская художника. Дом-музей в Амирджанах

С 1940 года Бахлулзаде является участником художественных выставок. В 1946-47 гг. на художественных выставках республики были выставлены Апшеронские этюды Саттара Бахлулзаде («Бузовнынефть», «Амираджан» и др.). Вскоре Бахлулзаде создал ещё больше значимых картин в жанре пейзажа: «Салют в Баку» (1947), «Берег Гудиал-чай», «Долина Гудиал-чай», «Дорога на Гыз Бенефша» (1953), «Зелёный ковёр» (1954), «Родные просторы» (1955), «Джыдыр дузи» (1957) и др. В этих своих пейзажах Бахлулзаде насытил свою цветовую палитру, добился колоритной декоративности в своих табло.
Особое место в творчестве Бахлулзаде занимал цикл пейзажей Нефтяных камней. Данный цикл, как отмечается в Азербайджанской советской энциклопедии, создаёт о созданном в море посёлке поэтическое представление. В таких картинах художника как «Вечер над Каспием» (1958), «Каспийская красавица» (1960), «Вечные огни» (1963), «Слезинки Кяпаза» (1965), «Весна моей Родины» (1967), «Азербайджанская сказка» (1970), «Сураханский Атешгях» (1970), «Легендарная земля» (1971), «Шахнабат» (1973), «Нахичевань. В садах Ордубада вечером» (1974) основное место занимают мотивы любви к родной земле и его народу. Отображение природы Апшерона художник дал в таких своих произведениях как «Мечта земли» (1964), «Сказка», «Корона Апшерона» (1970).
В его лирических пейзажах реальное отражение нашли живописные уголки Азербайджана. В пейзажах Бахлулзаде сильны поэтический дух и композиционная постановка, а в использованных красках — красота колорита. В своих произведениях Бахлулзаде связал реальный пейзаж с условными формами представления, являвшимися плодом его воображения. Основное место в пейзажах художника занимают сочетания светлых цветов (белого, голубого, розового, зелёного и пр.).
Бахлулзаде посвящал работе над каждым полотном продолжительное время, при этом он пишет регулярно день за днём. Среди его работ, однако, нет зимних пейзажей. Природа зимнего периода привлекала художника в меньшей степени, в этот период он проводил время в мастерской, где писал новые картины по летним этюдам или занимался доработкой уже написанных.

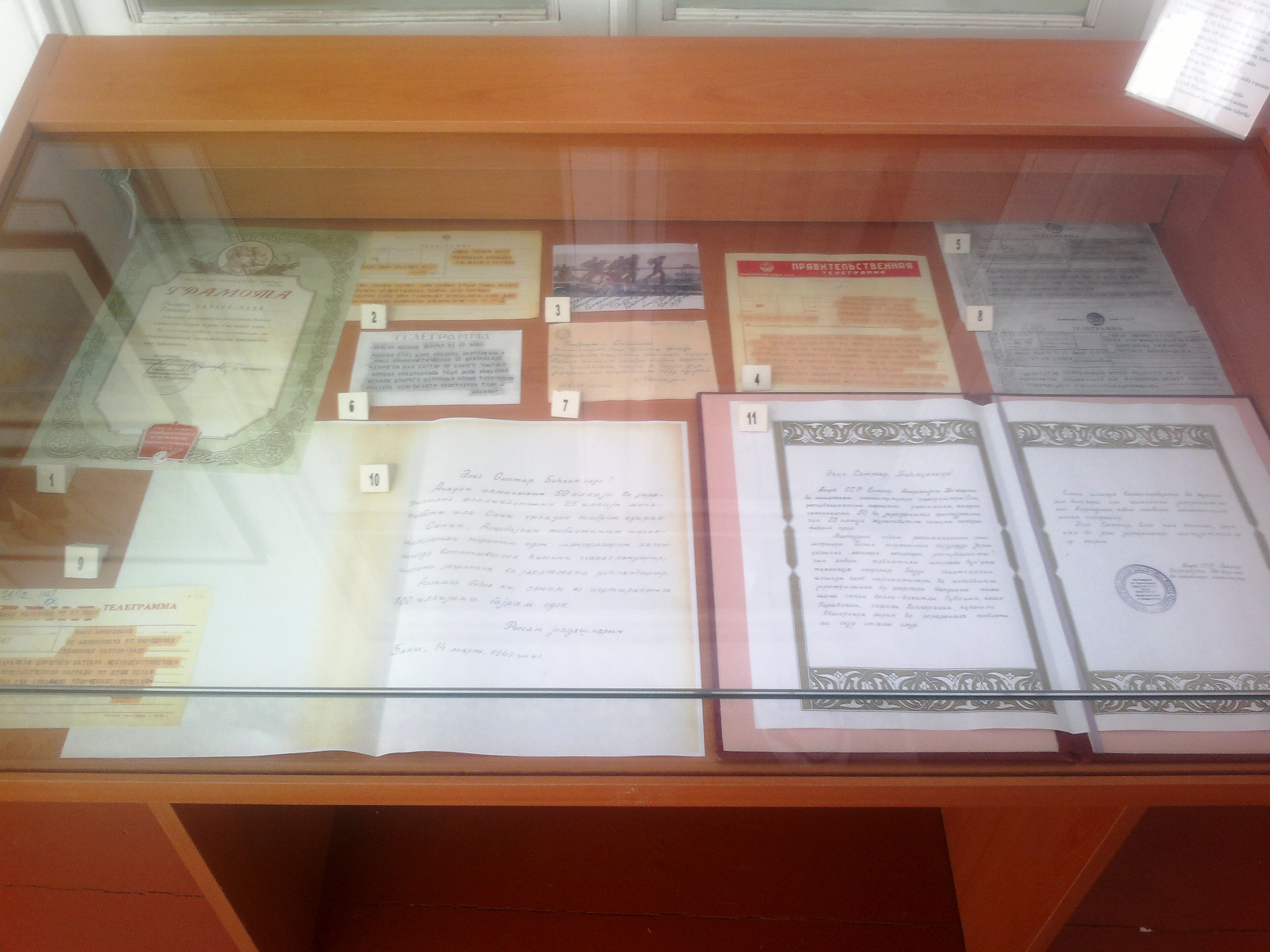
Грамоты, поздравительные письма и телеграммы в адрес Бахлулзаде. Дом-музей в Амирджанах

У Бахлулзаде имелись и графические работы. В 1964 году в Праге была организована персональная выставка, состоящая из графических работ художника. Эта выставка произведений Бахлулзаде, состоявшаяся в Пражском музее искусств стала первой для азербайджанских художников выставкой в Европе. Здесь были выставлены такие работы художника как «Араз. Горы и два тополя», «Высокий берег», «Горы и озеро», «Гей-Гель», «На Куре», «Нахичеванский пейзаж», «Осень в Гей-Геле», «Сады Ордубада» и другие.
Произведения Бахлулзаде были показаны на республиканских, всесоюзных, а также на персональных выставках, на выставках советского изобразительного искусства в Алжире, Египте, Ливане, Сирии, Тунисе, Норвегии, ГДР, Чехословакии, Болгарии, Венгрии, Румынии, Ираке, Кубе, Канаде, Бельгии, Франции, Японии и других странах. В 1955, 1960, 1974 году персональные выставки художника организуются в Баку, в 1956 году — в Ереване и в Тбилиси, в 1965 и 1973 годах — в Москве, в 1966 году — в Праге.
В 1959 году Бахлулзаде был награждён орденом Трудового Красного Знамени. В 1960 году Бахлулзаде был удостоен звания Заслуженного деятеля искусств Азербайджанской ССР, а в 1963 году художнику было присвоено звание Народный художник Азербайджанской ССР. В 1965 году за картины «Пастбища Хынагыла» (1962) и «Пробуждение» (1965) Бахлулзаде был удостоен диплома Президиума Союза художников СССР. В 1969 году художник был второй раз награждён орденом Трудового Красного Знамени. В 1972 году Саттар Бахлулзаде был удостоен Государственной премии Азербайджанской ССР за серию работ «Пейзажи Азербайджана».
Картины художника хранятся в Национальном музее искусств Азербайджана и в Азербайджанской государственной картинной галерее в Баку, а также музеях Москвы, Тбилиси, Еревана, Пекина и других городов. В Национальном музее искусств Азербайджана работы Бахлулзаде экспонируются в отдельном зале. В 1994 году в рамках 85-летнего юбилея Бахлулзаде этот зал посетил и президент Азербайджана Гейдар Алиев.
В последнее десятилетие своей жизни художник всё больше стремился наполнить свои картины духовным смыслом.
За год до смерти Бахлулзаде, в 1973 году, увидела свет персональная выставка художника в Москве. Московская пресса, освещая это событие, писала следующее:
Народного художника Азербайджана Саттара Бахлулзаде широкий российский зритель по-настоящему открыл только после его персональной выставки в Москве на Кузнецком мосту. Зато и полюбил, как говорится, с первого взгляда. Выставка просто ошеломила. И не одним лишь пиршеством красок и света во всей их первозданной чистоте и пронзительности. До Саттара Бахлулзаде такого лучезарного Азербайджана мы просто не знали.

### Болезнь и кончина
В 1973 году Саттар Бахлулзаде серьёзно заболел в связи с отравлением крови. Хотя художник и лечился в госпитале Сабунчинского района города Баку, поправиться он не смог. Главный врач госпиталя Мехди Кулиев сказал, что единственный способ излечиться это продолжить лечение в Москве. Однако официальные лица отказались оплатить поездку Саттара Бахлулзаде в Москву, и поэтому его поездку организовали друзья. Таким образом, для лечения при помощи друзей Саттар Бахлулзаде был отправлен в Москву. Поездом в столицу Саттара отвёз его друг Гюльмурад Керимов, управляющий местной чайханой.

Надгробие над могилой Саттара Бахлулзаде на кладбище в Амирджанах

Видевший Саттара Бахлулзаде в 1974 году его друг и родственник востоковед Абдул Гусейнов так описывает их последнюю встречу:
В последний раз я виделся с Саттаром летом 1974 года на станции Минеральные Воды. Я ехал в Грозный, а он в Москву. Наши поезда стояли около часа, и все это время мы проговорили. Саттар выглядел утомленным. На прощание мы крепко обнялись, он прослезился. Очевидно, предчувствовал надвигающийся конец земного пути… Вскоре я услышал печальную весть. Саттара не стало.
В Москве Бахлулзаде посетил свою персональную выставку и отметил это событие со своими друзьями в ресторане «Прага». В столице над Бахлулзаде провели успешную операцию. Лечился Бахлулзаде в больнице имени Пирогова. Оперировал художника профессор Черноусов. В октябре Бахлулзаде вернулся в Амирджаны. Он снова начал писать. Но скоро вновь поехал в Москву на лечение.

Памятник Саттару Бахлулзаде над его могилой в Амирджанах. Скульптор — Народный художник Азербайджана Омар Эльдаров

Видевший художника в московской больнице за два дня до его кончины искусствовед Мурсал Наджафов вспоминал, что тогда Бахлулзаде, будучи в больничной палате, сидел на кровати, «по-восточному подогнув ноги под себя, и еле заметным движением тонкой руки что-то рисовал на листке из альбома». На стуле около него сидел молодой человек, как выяснил Наджафов, приехавший в Москву из азербайджанской деревни в Грузии и уже несколько дней находившийся здесь. Он проводил у постели Саттара круглые сутки. А когда Наджафов поинтересовался, кем он приходится художнику, парень ответил: «я друг Саттара-муаллима. Он не раз приезжал в наше село, жил в нашем доме, работал. У нас все село любит Саттара-муаллима, все крайне огорчены его болезнью и вот меня послали сюда к нему…». С приходом Наджафова Саттар, рисовавший фломастером тёмно-красные гранаты, лежавшие на тумбочке возле кровати, отложил в сторону альбом. На вопрос Наджафова о его самочувствии и позволяют ли ему врачи ходить, рисовать, Саттар ответил: «Через два-три дня перестанут колоть правую руку, и тогда, думаю, будет легче…». Два дня спустя художника не стало…
Саттар Бахлулзаде скончался в Москве 14 октября 1974 года. Художник был похоронен 16 октября, не на Аллее почётного захоронения в Баку, как ожидалось, а, по собственному желанию, в родном селе, в Амирджанах, рядом с могилой своей матери. Над могилой Бахлулзаде был воздвигнут памятник работы народного художника Азербайджана Омара Эльдарова, изображающий художника с двумя пустыми картинными рамами. Отмечается, что со смертью Бахлулзаде искусство республики понесло невосполнимую утрату.

## Характер и внешность
Почти всю жизнь Саттар Бахлулзаде прожил в родном селе Амирджаны. Художник редко выходил в город, чтобы видеться с друзьями и семьей. Саттар Бахлулзаде не был женат, и у него не было много личной жизни, но те кто его знали, привыкали к его эксцентричности.

Барельеф Саттара Бахлулзаде на стене его дома-музея в Амирджанах. Скульптор — Народный художник Азербайджана Ханлар Ахмедов

Саттар Бахлулзаде отличался своей щедростью. Он часто дарил свои картины. В мастерскую художника заходили иностранцы, интересующиеся искусством (хотя официальным лицам это не нравилось, они не препятствовали желанию гостей). Однажды один итальянец выразил желание купить одну из работ художника. Саттар решил подарить ему картину, а когда тот заявил, что не может принять такой подарок, не дав ничего взамен, Саттар сказал — «я никогда не дарю дешёвых подарков». В 1964 году работы Саттара Бахлулзаде были выставлены в Национальной галерее в Праге. После выставки пять произведений художника были отобраны для коллекции музея. Саттар отказался от гонорара, предложив картины галерее как подарок. Эти истории, повествующие о щедрости художника, демонстрируют простой образ его жизни. Он был известен тем, что его не заботили материальные блага, такие как деньги, одежда или что-нибудь ещё. И курил Саттар Бахлулзаде самые дешевые сигареты.
Были известны несколько уникальных черт присущих Бахлулзаде, одной из которых были его длинные волосы. Говорили, что он стригся только дважды в своей жизни. Во второй раз это случилось в 1973 году, в период серьёзной болезни. В первый же раз — когда азербайджанский скульптор Фуад Абдурахманов решил создать скульптуру художника. Бахлулзаде подозревал, что Фуад будет увлечён больше его волосами, чем его личностью, и показался в студии скульптора уже постриженным. Абдурахманов был очень удивлён. Сегодня эта мраморная скульптура, посвящённая Саттару, выставлена в Национальном музее искусств в Баку и показывает художника с короткими волосами.
Вот как описывает Саттара Бухлулзаде лично знавший художника востоковед, писатель и публицист Абдул Гусейнов:
Он был очень скромным человеком, худощавым, с лучезарными голубыми глазами, всегда скромно одевался. В Амираджанах его знали все, от мала до велика.
Искусствовед Лев Мочалов, говоря о портрете Бахлулзаде, созданным в 1964 году его близким другом Тогрулом Нариманбековым пишет также о чертах характера Саттара Бахлулзаде:
Напряженный взгляд, неустойчиво-подвижная поза, нервный силуэт — всё в портретируемом говорит о натуре нервной, темпераментной, в известной степени неуравновешенной. Сам портретируемый, как незаурядная личность, возбуждает сильную реакцию со стороны художника. В яркой человеческой натуре он увлекается не столько ее внешней «колоритностью», экзотичностью  (хотя и это импонирует ему), сколько внутренней одержимостью, постоянным напряжением воли. Образ получается несколько возвышенно-романтизированным, а не спокойно-созерцательным. Здесь, пожалуй, мы встречаемся не с исследованием характера, а с волевым преувеличением близких и дорогих автору особенностей портретируемого. Живописный строй, манера наложения мазка, резкие сочетания цвета, «бурный» рисунок не противоречат существу портретируемого, но они говорят не только о нем, но и (может быть, даже в большей степени) о тех эмоциях, которые свойственны художнику.

## Творчество

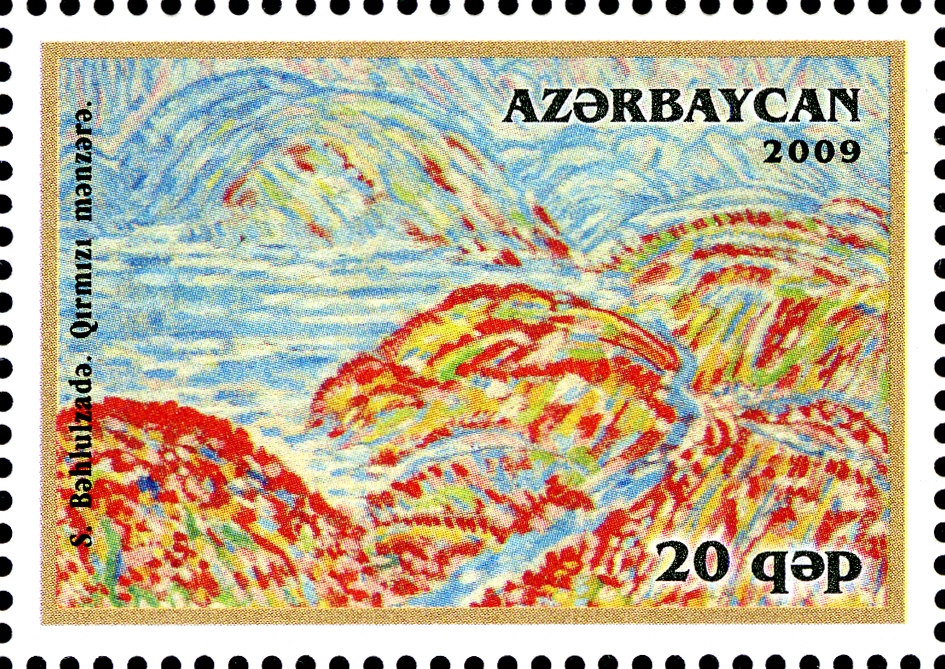
«Красный пейзаж» Саттара Бахлулзаде на почтовой марке Азербайджана 2009 года

Хотя пейзажи Бахлулзаде не отвечали полностью требованиям социалистического реализма, они были на удивление реалистичными и детальными, чем, возможно, и объясняется их приемлемость в строгой культурной среде сталинской эпохи. Большинство сохранившихся работ Бахлулзаде были созданы в так называемой второй период творчества художника, от 1940 до примерно 1960. Это период «классического пейзажа», благодаря которым и прославился Бахлулзаде. Живопись Саттара Бахлулзаде органически переплетена с традициями азербайджанского искусства.
В творчестве художника, как отмечает американский историк Одри Альтштадт, доминируют нежные сцены Азербайджана, а окрашенные в «мягкие» цвета картины напоминают полотна импрессионистов конца XIX века. Полотна Бахлулзаде, как правило, интерпретируются как «национальные» картины. Даже при жизни Саттар Бахлулзаде считался самым влиятельным художником Азербайджана XX века. Несмотря на отдалённость от официального художественного направления, картины Бахлулзаде часто выставлялись. Молодые студенты художественных училищ стекались к нему в студию, и Бахлулзаде приветствовал их, обеспечивая тем самым рост своего влияния. Саттар Бахлулзаде оказал огромное влияние и на нравственное и творческое развитие Народного художника Азербайджана Тогрула Нариманбекова.
Искусствовед Фарида Мир-Багирзаде отмечает, что в своих картинах, которые отличались крупными размерами, Бахлулзаде выражал свои эмоции, переживания, а также такие чувства как грусть и радость. Картины художника, согласно Мир-Багирзаде, наполнены спокойствием и уравновешенностью, мазкам же присуща конкретность. По словам искусствоведа Расима Эфендиева, «одна из замечательных сторон творчества Саттара Бахлулзаде заключалась в том, что в нём органично объединялись развитие народных традиций с живым, индивидуальным и очень трепетным восприятием действительности». Сам художник отмечал:
Для меня реализм — это свобода воображения, умение продлить на холсте свои переживания. Мне важно выразить правду жизни всеми способами. Но реализм — это не только приём, это и широта сердца художника, щедрость его натуры.
В работах художника, написанных в последние годы жизни, проявляется неоимпрессионизм, даёт знать о себе желание к проявлению чувств настолько общих, что это, как отмечает Фарида Мир-Багирзаде, приводит к потере определённого характера и создаётся впечатление символизирующее и абстрактное.
В музеях мира, имеющих государственный статус, хранится около 150 живописных и до 30 графических работ художника. Искусствовед Зиядхан Алиев отмечает, что в общем известно около 600 табло различного размера, написанных Бахлулзаде, и около 300 образцов графической работы. Точное же местонахождение большинства этих работ неизвестно. Учитывая щедрость Бахлулзаде и то, что он зачастую дарил свои картины, число этих неизвестных адресов огромно.

### Карикатуры
Первыми работами Саттара Бахлулзаде в области карикатуры считаются созданные им для газеты «Коммунист», где с 1931 по 1933 году он работал в качестве художника-графика. Темы своих карикатур Бахлулзаде, в большинстве случаев, получал от редакции газеты и превращал их в выразительное изображение. Его творчество в области карикатуры сыграло свою роль в совершенствовании художественно-технических навыков, которые Бахлулзаде получил во время учёбы в Москве. Искусствовед и специалист в области карикатуры Байрам Гаджизаде отмечает, что успех выставки графических работ художника в Праге доказывает, что одним из истоков начала его графического наследия были карикатуры.
По словам Гаджизаде, карикатуры Бахлулзаде, созданные на различные темы, отличаются высоким профессионализмом и своеобразной культурой исполнения. Большая часть карикатур художника посвящены бытовым и промышленным темам. Имеются также и карикатуры на политические темы, такие как «„Птенцы“ французской войны» («Коммунист». 1932, № 45), «Атака продолжается» («Коммунист». 1931, № 277), «Требование Японии» («Коммунист». 1931, № 283), посвящённые событиям в мире. Карикатуры «Путь социализма» («Коммунист». 1932, № 1), «Да здравствует XVII конференция сект» («Коммунист». 1932, № 27), «Те, кто не рад нашим успехам» («Коммунист». 1932, № 63) имели своей целью подчеркнуть стабильность и развитие в СССР. Одна из карикатур художника посвящена японско-китайскому военному противостоянию 1931 года, здесь Бахлулзаде показал образ колониста в лице японского военного. Ряд карикатур художника посвящены тематике создававшихся в стране в начале 30-х годов колхозов.
В 1932 году творчество Бахлулзаде в области карикатуры становится ещё более плодотворным. К этому времени относятся карикатуры «Конкурс сна», «Новое изобретение механика», «Подготовка к весеннему посеву», «Хватайте меня скорее», «Интересно, что мы будем делать завтра?», «И нам чаю», «Руководство над учителями», «Надо ждать очереди», «Вам праздник, им поминки». Эти карикатуры, по словам Гаджизаде, привлекают внимание как работы профессионального художника с точки зрения разнообразия темы. В карикатуре «Новое изобретение механика» Бахлулзаде изобразил похожее на «изобретение» действие, которое не к лицу человека.
В 1933 году карикатурное творчество художника было недолгим. В это время он готовился поступать в Московский художественный институт. Его последняя работа в газете «Коммунист» была посвящена проблеме кадров в школах.
В январе 2016 года домом-музеем Саттара Бахлулзаде на базе материалов газеты «Коммунист» был издан каталог, состоящий из карикатур художника.

### 1940-е
По итогам дипломной работы Бахлулзаде — «Восстание Бабека» — стало, как отмечает искусствовед Расим Эфендиев, ясно, что тема на которую пал выбор оказалась ему не по силам. В период работы над полотном Бахлулзаде, по словам Эфендиева, осознавал, что его жанром не является сложная картина с историческим сюжетом. Художник ставил целью достижение жизненной правдивости, однако, интерпретация, рождённого его воображением сюжета, не реализовывала эту цель. Лишь то, что было написано с натуры и было жизненным опытом создавало в работе реальные и свежие образы. Живя летом в Амирджанах, Бахлулзаде с натуры рисовал пейзаж, то место, где проходило действие на картине. Это, согласно Эфендиеву, в итоге и стало наиболее удачно получившейся частью картины. Опыт работы над этим полотном открыл для Бахлулзаде его истинное призвание — пейзаж.

«Портрет Фатали-хана Кубинского». 1945 год. Национальный музей искусств Азербайджана, Баку

В 40-е годы Бахлулзаде, помимо учёбы, занимается также активной творческой деятельностью, представляя свои картины на выставках как республиканских, так и всесоюзных. Период Великой Отечественной войны всеобщий порыв патриотизма охватил и художников, которые в своих работах часто отражали сюжеты из героического прошлого своего народа. 1941—1946 гг. для Саттара Бахлулзаде становятся периодом работы над такими историческими сюжетами, как «Героические сыны азербайджанского народа», «Портрет Фатали-хана Кубинского», «Каллиграф Мир-Али» и другие.
Целью Бахлулзаде при создании монументальной картины посвящённой Фатали-хану Кубинскому (1945) являлась передача образа государственного деятеля XVIII века, посвятившего себя делу создания единого государства путём объединения разрозненных феодальных ханств. Фатали-хан изображён стоящим, уперевшись правой ногой в невысокий стул восточного типа с раскрытой на нём рукописью. Стул украшен драпировкой из тирьмы. По словам искусствоведа Расима Эфендиева, в этом портрете проявили себя «незаурядные способности Бахлулзаде — пейзажиста». Взгляд хана устремлён на характерный кубинский пейзаж, с возвышающейся над роскошными садами и тополями горой Шах-даг. Эта часть картины, по мнению Эфендиева, лучшая во всей композиции. Невысокий стул в восточном стиле, затянутый тирмой, и книги, лежащие на нём, гармонично вписаны в картину, при этом все прочие цветовые элементы находятся под влиянием звучности тяжёлого халата хана, сшитого из золотистой парчи. Однако, несколько схематичный подход к раскрытию портретного образа и слабость в написании рисунка лица и рук не позволили полностью реализовать замысел художника.
Выставлявшийся на Всесоюзной художественной выставке 1946 года в Москве, «Портрет каллиграфа Мир-Али» оригинален по строению композиции и отличается неординарностью решения. В нём можно заметить схожесть с восточными миниатюрами, благодаря стилизованности и жеманности в манерах фигуры. Тем не менее, и в этом произведении приблизительная передача рук, лепка глаз и форма лица оставляют неприятное впечатление, несмотря на целый ряд ценных качеств. В этих картинах мало что указывало на будущего Бахлулзаде, того живописца, которого узнали позже зрители.
В этот период Бахлулзаде, помимо вышеупомянутых картин, часто представлял на выставках, этюды и пейзажи, которые были выполнены с натуры. Незаметно для него самого происходит постепенный возврат к теме особенно волновавшей Бахлулзаде в институтские годы — к пейзажу. Именно пейзаж был темой, в которой художник находил мощь, прививающую любовь к Родине и, посредством создания ярких художественных изображений, иллюстрирующую красоту природы.

### Окончательный переход к пейзажу
Появление плеяды азербайджанских художников, получивших образование в высших художественных учебных заведениях СССР, повлияло на дальнейшее формирование пейзажа, ставшего самостоятельным жанром искусства Азербайджана в послевоенный период. Индустриальный и городской пейзажи (это пейзажи Микаила Абдуллаева «Огни Мингечаура» (1948), «По дорогам пятилетки» (1949), полотно «На нефтяных промыслах» Бёюкаги Мирзазаде) являлись темами, к которым обращались молодые художники в первое время.
В пейзаже, посвящённом природе Азербайджана, не было тех успехов, которые имели место в темах индустриального пейзажа, где художники писали значительные картины. Одним из пионеров этого жанра был Саттар Бахлулзаде, написавший лирический пейзаж «Раннее утро», посвящённый Апшерону и представленный зрителям в 1947 году на Всесоюзной художественной выставке в Москве. В картине «Салют» (или «Салют в Баку»), выполненной в 1947 году, Бахлулзаде демонстрирует тяготение к решению пейзажных задач. Здесь Бахлулзаде передаёт зрителю красоту праздничного Баку, с возвышающимися над ним памятниками древней истории. В процессе этих поисков приёмы используемые Саттаром Бахлулзаде постепенно усложняются и обогащаются.

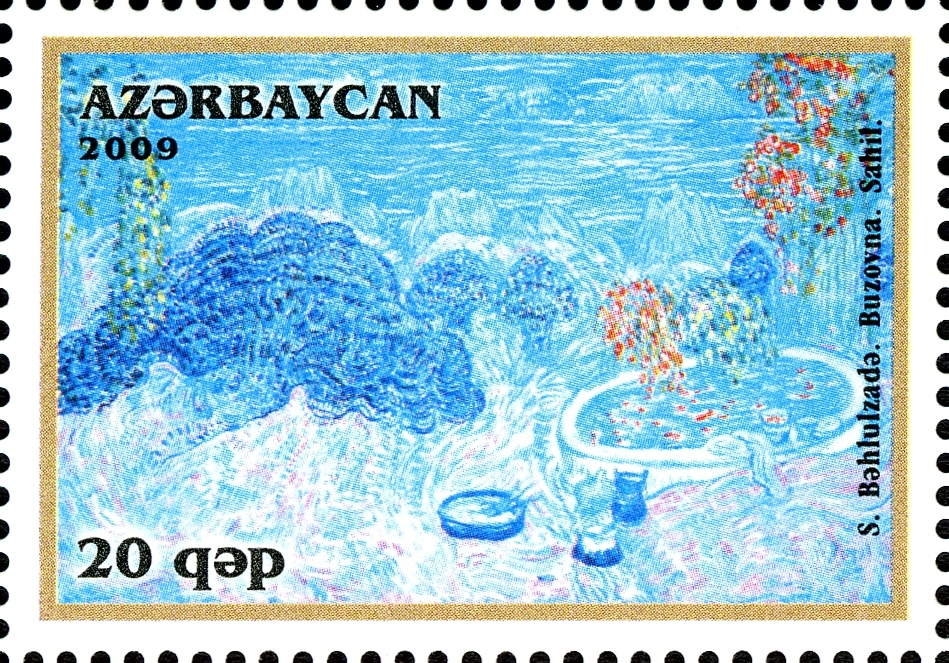
Пейзаж «Бузовны. Берег» Бахлулзаде на почтовой марке Азербайджана

Период плодотворной работы над пейзажем приходится на 1949—1950 года, когда художник пишет серии картин, посвящая их апшеронским селениям, среди которые были: Бузовны, Загульба, Фатмаи и родной посёлок Амирджаны, где он продолжал жить все эти годы. Этюдность была характерна для большей части этих работ. Бахлулзаде сосредотачивал внимание на передаче первого впечатления и воспроизведении самого пейзажа. Но в этих этюдах отсутствовало ощущение материальности земли, зелени, неба и т. д., так как, увлёкшись цветовой воздушной перспективой, художник забывал о линейной перспективе, которая должна была придавать пространственность пейзажу. В этот период Саттар Бахлулзаде пытался постичь те качества, которые позволили живописи старых мастеров добиться любви народа. Бахлулзаде больше всего интересовался принципами, положенными в основу творчества пейзажистов прошлых лет — Коро, Левитана и многих других.
Серия амираджанских этюдов, написанных в более поздний период, в 1951 году, среди которых «Деревенский дворик в Амраджанах», «Полдень» и другие, демонстрируют как нанесение уверенных мазков кистью или мастихином в определённых местах картины преобразует их в форму скал, деревенских домов или деревьев. В этих пейзажах, как отмечает Расим Эфендиев, уже даёт о себе знать чёткая продуманность и построение на основе внутренней ритмичности: пестрота, придающая декоративность, в которой прослеживаются элементы поверхностно воспринятой техники импрессионистов, со временем уступает место поискам принципов, основанных на более строгой трактовке пространства посредством цветов, но при сохранении локального тона, обогащённого рефлексом, полутонами и оттенками, используемыми в одной цветовой гамме.
В этот период происходит эволюционирование его художественного мастерства — придя на смену более интимному отношению к природе, появляется желание расширить границы изображаемого, показать широту лугов и полей. Ставя перед собой более сложные задачи, Бахлулзаде переходил к пейзажу-картине, где стремился к типизации и обобщению. Здесь также находит своё решение проблема пространства.

### Поездки по районам Азербайджана

#### Кубинский край
Первая длительная поездка по уголкам Азербайджана происходит в 1952 году, когда у художника возникает мысль создать ряд пейзажей-картин. Он начинает свои работы в городе Куба и её окрестностях. Личные впечатления от увиденного и привезённые из поездки этюды становятся основой для написания таких работ как «Долина Гудиал-чай» (1953), «Берег Гудиал-чай» (1953), «Дорога на Гыз Бенефша» (1953).
В пейзаже «Долина Гудиал-чай» Бахлулзаде удалось показать широту и мощный поток реки Гудиал-чай, который наполняется растаевшими снегами от подножья горы Шах-даг. С целью передать движение реки, частью композиция выстраивается диагонально. Использованием перспективы, воспринимаемой зрителем как бы с высокого берега, достигается усиление чувства высоты. «Долина Гудиал-чай» была представлена на Закавказской художественной выставке в Баку, Москве, Ереване (1954), а также на персональной выставке художника в Тбилиси (1956). Картина также демонстрировалась в Праге на выставке «Изобразительное искусство Советского Союза» (1957).

Репродукция картины «Дорога на Гыз Бенефша» (1953) в доме-музее Саттара Бахлулзаде в Амирджанах (оригинал находится в Национальном музее искусств Азербайджана)

В картине «Дорога на Гыз Бенефша» художник раскрывает образы природы этого края в более лирическом плане. Дорога к известному среди кубинцев месту — Гыз Бенефша, здесь после рабочего дня проводила свой досуг молодёжь, изображена художником. Исполнение картины соответствует присущей Бахлулзаде тонкой живописной манере. Совокупность светлого зеленовато-золотистого тона небосвода в сочетании с тёмно-зелёным цветом кустов и травы на полотне раскрывают тихую прелесть летнего вечера.
Эти картины стали первыми весомыми работами Бахлулзаде в теме пейзажа. Несмотря на то, что картины получили признание на крупных выставках, сам автор осознавал недостаточность проделанного для достижения поставленных целей. Стараясь придать большую свободу композиции, Бахлулзаде ищет пути более реалистичного изображения связи предметов с окружающим их пространством и воздухом, а также способы более живого и трепетного написания природы, стараясь избежать условностей..
В последующих картинах художника, в первую очередь, небольших этюдах прослеживается многогранность его творческих приёмов. Как отмечает искусствовед Расим Эфендиев, в написанных в тот период кубинских этюдах («Дорога среди деревьев», 1954; «Яблоневое дерево», 1954, и др.) производит сильное впечатление свежесть передачи природы, движения теней почти живые, вызывает восхищение чистота и сила изумруда зелени, насыщенность цветовой градации. Удачно построенные этюдные композиции, художник сохраняет и в завершённых произведениях, что чётко прослеживается в таких его полотнах, как «Между садами» (1954), «Зелёный ковёр» (1954) и др., написанных во время третьей поездки в Кубу. За основу, написанной по двум этюдам разной тональности — холодной и тёплой, картины «Зелёный ковёр» Бахлулзаде взял композицию и цветовую гамму первого этюда. При этом гамму зелённых тонов он дополняет золотисто-розовыми тонами второго этюда. Таким образом, эта работа органически сочетает в себе два цветовых решения, которые позволяют одновременно создать тонкость и сложность живописи этого полотна. По словам Эфендиева, это произведение «раскрывает секрет живописи Бахлулзаде, тонкости цветовых переходов его палитры».
Полотна «Утренние зори», «Осень», «Осенний ветерок» становятся результатом, ставшей последней, поездки художника в Кубу осенью 1954 года.. В картине «Утренние зори» серебристо-белый туман, окутавший природу, роса и воды реки, кажущиеся молочными, написаны изящно. Наряду с этим, как отмечает Расим Эфендиев, работе присуща нарочитость сочетаний броских локальных тонов, а повторяющиеся однотонные золотисто-красные цвета в схожих звучаниях вносят в картину неуместную декоративность и плоскостность. Одним же из значительных полотен Бахлулзаде, написанных в 1954 году, Эфендиев считает «Осень».

#### Нефтяные Камни
В середине лета 1954 года после своей третьей поездки в Кубу Саттар Бахлулзаде уезжает на Нефтяные Камни, посёлок в Каспийском море для нефтяников. Кроме открывшихся замечательных видов, неординарность и новизна, в сочетании с содержательностью мотивов, притягивают внимание художника.. Тянущиеся в даль Каспийского моря эстакады, огромные нефтяные вышки, нефтеналивные суда пришвартовавшиеся у необычных причалов, все это увлекает Бахлулзаде. На Нефтяных камнях перед художником встала задача передать суровую природу моря и созидательный труд, подчинившего себе стихию человека. В 1954 году им были созданы такие этюды как «Нефтяные камни», «Промыслы в море», «Эстакада», «Далеко в море» и др.
Саттар Бахлулзаде рисовал различные состояния морской стихии и деятельность нефтяников на промыслах. Если в одной своей композиции он рисует восход солнца, спокойное море и нефтеналивные суда, то на другой изображает бушующее море, с волнами, налегающими на буровые вышки, где идёт интенсивная работа.
В 1957 году, сразу после завершения карабахской серии, Бахлулзаде создаёт картину «На морских нефтяных промыслах». В основу произведения были положены старые этюды и, по словам Расима Эфендиева, «служит образцом того, как сохраняется в памяти художника не только зрительный образ, но и свежее, волнующее ощущение природы Каспийского моря».
Среди картин созданных в результате поездок на Нефтяные Камни можно отметить «Вид на Нефтяные камни» (1955), «Вечер над Каспием» (1959), «Морская красавица» (1961) и др. Искусствовед Нурана Селимли из работ, посвящённых Каспию, одной из самых прекрасных считает картину «Морская красавица». Здесь отображён вечерний вид Нефтяных Камней, а на заднем плане слегка заметны окутанные туманом нефтяные вышки. По словам Селимли, художник создал в этом произведении «в высшей степени поэтически индустриальный пейзаж». «Вечер над Каспием», также как и «Морская красавица», проработана, по словам Селимли, в романтическом духе. В этом табло, как отмечает искусствовед, отчётливо дают о себе знать выразительность и эмоциональность манеры, присущей Саттару Бахлулзаде.

#### Юг Азербайджана
Летом 1955 года художник едет в творческую командировку в Ленкорань и Астару, находящиеся на юге, в субтропической зоне республики. Своеобразие, присущее природе региона и отличающее эти места от других уголков страны, не оставляет Бахлулзаде равнодушным. Для Бахлулзаде стало новым и интересным и орошённые дождями субтропиков чистые зелёные луга, и множество мелких озёр, место зимовки птиц, прилетающих из различных мест.
В Ленкорани Саттар Бахлулзаде побывал в осенний период. Здесь осень схожа с весной, поля застелены сочным зелёным ковром, влажные от обильных дождей стоят деревья, а некоторые из них даже цветут. Здесь художник создаёт множество интересных этюдов, ставшими материалом для последующего творчества.
В картине «Родные просторы» (1955), одной из работ этого цикла, Бахлулзаде стремится найти монументально-композиционное решение пейзажа Ленкорани. Им изображается широкая равнина, заполненная озёрами в окружении сочной зелени, цветов и стройных камышей. Однако, как отмечает Расим Эфендиев, в этой работе, как и в некоторых других картинах ленкоранского цикла, схематично представленная композиция, неоправданное изображение деталей, сухость наряду с графичностью живописных приёмов «лишает картину непосредственности и свежести». Отсутствующая в ней непосредственность и свежесть, однако, чётко проглядывается в двух этюдах к этой картине, а также в уже завершённом небольшом полотне «Утки в пруду».
Также, по словам Эфендиева, работам данного периода присущ один общий недостаток. Так, в пейзажах «Утренние зори», «Родные просторы», а также в ряде других поздних картинах карабахского цикла Бахлулзаде применяется к композиции одна и та же схема — линией горизонта картина разбивается на две равные части. Такая композиционная схема, как отмечает Эфендиев, «приводит к однообразию, к ощущению некоторой искусственности построения пейзажей».

#### Нагорный Карабах

Репродукция картины «Юхары дашалты» (1957) в доме-музее Саттара Бахлулзаде в Амирджанах (оригинал находится в Национальном музее искусств Азербайджана)

Саттар Бахлулзаде давно мечтал изобразить природу Нагорного Карабаха. Впервые художник кратковременно посещает Карабах, город Шушу перед поездкой в Тбилиси в 1956 году, где планировалось обсуждение его персональной выставки. Шуша очаровывает художника красотой альпийских лугов и горных вершин, покрытыми вечными снегами. За период в три месяца, с небольшими перерывами Бахлулзаде создал более 70 этюдов, послужившими основой для таких картин как «Джыдыр дузи» (1956), «В окрестностях Шуши» (1957), «Юхары дашалты» (1957) и др. Перечисленные выше работы впоследствии были представлены в Москве на Всесоюзной художественной выставке, в честь 40-летия Октябрьской революции.
Картину «Юхары дашалты» (название местности недалеко от города Шуша) Расим Эфендиев считает наиболее удачной из этого цикла. По словам искусствоведа, это полотно «изображает характерный пейзаж Нагорного Карабаха». С характерным для автора мастерством передана тонкая последовательность в изменении цветов. Согласно Эфендиеву, в этой картине живопись Бахлулзаде «становится ещё более смелой и уверенной, и порой художник удивляет тем, как быстро ему удаётся закончить, казалось бы, очень сложное по колоритическим задачам произведение». Изображение формы скал достигается, словно вторящем ритму облаков, движением мазка.
В этот период Бахлулзаде увлечён техникой пастели. Свойства этой техники, дающие возможность достичь утончённой воздушности — бархатистость и мягкость, привлекают художника. Так, в пастели «Джыдыр дузи» зелень первого плана наполнена тёплыми оранжево-фиолетовыми тонами, в то время как холодные сине-серебристые оттенки на дальнем плане создают мощное звучание. Эту пастель отличает лаконичная передача пространства, движения воздуха. В пастельных работах манера использования материала говорит о мастерстве художника.
Пейзаж «Горы в тумане» также отличается тонкостью исполнения. Здесь присутствует мастерское использование бархатистости фактуры пастели для создания тонкой воздушности горизонта и молодой зелени, отражённой на переднем плане. Краски Бахлулзаде характеризуют яркость и насыщенность, порой доведённые до декоративности. Даже в несколько пасмурном пейзаже «Горы в тумане», автор выявляет яркие пятна.

### Графические работы
Саттар Бахлулзаде помимо живописных работ писал также и графические. Эти работы художника, как отмечает искусствовед Самир Садыгов, кроме классической завершённости, привлекают внимание силой своей импровизации, искренностью, смелым свето-теневым решением и необычной ритмичностью. По словам Садыгова, если табло Бахлулзаде отражают совершенство его искусства живописи, то его графические работы показывают мастерство художника в области изображения линий и штрихов.
Большую часть своих графических работ Саттар Бахлулзаде создал в 60-е годы. И если в эти годы художник пользовался в основном тушью и камышовой ручкой, то в 70-е Бахлулзаде отдавал предпочтение фломастеру. Искусствовед Зиядхан Алиев, говоря о графических работах Бахлулзаде в книге «Меджнун искусства», отмечает, что своеобразный стиль художника способствовал синтезу графики и живописи в его произведениях, в связи с чем кажется, что графика присутствует во всех произведениях Бахлулзаде. Большинство графических произведений художника посвящены природе Азербайджана. Имеются также работы, посвящённые поэту Физули и образам его поэмы «Лейли и Меджнун».
В 1964 году персональная выставка художника, состоящая из его графических работ, состоялась в Праге. Здесь были выставлены такие работы художника как «Араз. Горы и два тополя», «Высокий берег», «Горы и озеро», «Гей-Гель», «На Куре», «Нахичеванский пейзаж», «Осень в Гей-Геле», «Сады Ордубада» и другие. После выставки художник подарил несколько своих нарисованных тушью работ Пражской национальной галерее, а от гонорара отказался.
После смерти художника его графические работы выставлялись на персональных выставках в Симферополе (1975), Москве (1977), Ялте (1978), Нью-Йорке (1994), Лондоне (1995), Бонне (1996), Баку (1999, 2004, 2009).
7 ноября 2014 года в доме-музее Саттара Бахлулзаде в Амирджанах состоялась выставка его графических работ, посвящённая 105-летию художника. На выставке были продемонстрированы 30 произведений художника, находящиеся в частных коллекциях. Большая часть этих работ до этого нигде не выставлялась. Среди них были «Тутовое дерево», «Село Билгя», «Красавицы», «Горы и озеро», «Индустриальный пейзаж», «Керамика и фрукты», «Горы и облака» и др. Работы, показанные на выставке были собраны в каталоге «Саттар Бахлулзаде-105. Графика».

### Образы Физули в творчестве художника
Саттар Бахлулзаде не писал человеческих образов. Исключение составляют лишь композиции по сюжетам, сделанным в ранний период творчества художника, а также, образы, написанные под влиянием личности и творчества видного поэта XVI века Физули.

Репродукции изображения Физули в доме-музее художника в Амирджанах (оригинал находятся в Национальном музее искусств Азербайджана)

Испытывая нежные чувства к классической азербайджанской поэзии, художник мог долго вслух читать стихи Физули, Насими, Ширвани, Вагифа, Сабира. Но, о своих поэтических предпочтениях Бахлулзаде говорил: «Первое место я отдаю Физули, второе — Вагифу, места же всех остальных определяйте сами». Стихи Физули вдохновляли художника. По словам искусствоведа Нураны Селимли, то, как Бахлулзаде чувствовал красоту и философскую глубину лирики Физули, отличает его портреты Физули от портретов, написанных другими художниками.
Саттар Бахлулзаде создал значительное число портретов Физули. Искусствовед Зиядхан Алиев в своей книге «Меджнун искусства», посвящённой Саттару Бахлулзаде, пишет, что те, кто знали Бахлулзаде, понимали почему художник уделял особое место творчеству Физули в своих произведениях. Бахлулзаде как то сказал:
В моём становлении как художника есть большая роль трёх искусств — искусства нашей миниатюры и ковров, а также роль пламенной поэзии Физули.
Неожиданно тусклым, по словам Зиядхана Алиева, предстаёт в «физулинской серии» тот многоцветный мир, что воспевает художник в своих картинах. Свою беспрестанную страсть, подобно меджнуновой, художник передаёт посредством живописных образов героев поэмы Физули, которого Бахлулзаде боготворил. Неспроста, как отмечает Алиев, нарицательно имена «Саттар» и «Меджнун» стали синонимами в сознании народа.
Бахлулзаде помимо образов Физули, рисовал и героев его поэмы, Меджнуна и Лейли. Большинство этих произведений находятся в частных коллекциях. Искусствовед Нурана Селимли отмечает, что Меджнун в этих картинах играл роль моста между художником и поэзией Физули. Те, кто общались с Саттаром Бахлулзаде говорили, что среди эстетических источников пейзажей художника, служили газели Физули. Сам художник тоже это отмечал.
Отношение художника к образу Физули было многогранным. Иногда этот образ создавался под влиянием какой-либо строки поэта. В это время в различных интерпретациях образа Физули выявлялись, по словам Селимли, безграничные возможности поэтических раздумий художника. Под влиянием творчества Физули Саттар Бахлулзаде создал такие графические работы как «Меджнун» (1965), «Меджнун» (1966), «Печаль поэта» (1969), «Меджнун» (1969), «Портрет Физули» (1971).

### Натюрморты

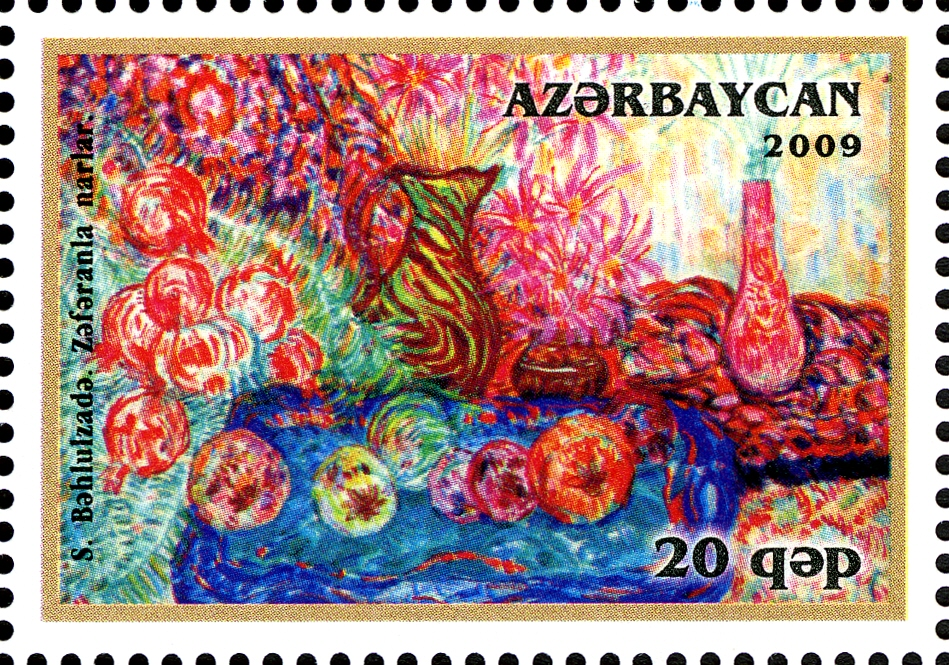
Натюрморт «Гранаты с шафраном» кисти Бахлулзаде на почтовой марке Азербайджана 2009 года

Саттар Бахлулзаде наряду с пейзажем рисовал и натюрморты, как живописью, так и графикой. Наряду с собственно натюрмортом, в некоторых своих произведениях художника натюрморт использовался как второстепенная деталь. Есть и такие работы Бахлулзаде, которые можно отнести в равной степени как к натюрмортам, так и к пейзажам.
Использование Бахлулзаде азербайджанского пейзажа фоном при написании натюрмортов говорит, по словам искусствоведа и художницы Нигяр Юнус, о большой любви художника к этому пейзажу. Картины «Наряды Апшерона» (1967), «Азербайджанская сказка» (1970), «Джоратские дыни» (1971), «В Мардакянских садах» (1973) являются примерами работ с изображением натюрморта на лоне природы. В некоторых своих произведениях художник рисует фрукты и цветы на фоне гор. Так, в натюрморте «Азербайджанские узоры» (1967) показана природа Апшерона, и урожай выращенный на этой земле. На переднем плане изображены гроздья винограда, гранаты, инжир, а на заднем плане видно Каспийское море и нефтяные вышки.
Среди живописных натюрмортов Бахлулзаде, такие его работы, как «Натюрморт с келагаи» (1973), «Натюрморт с Шемахинским покрывалом» (1974), «Натюрморт с шафраном» отличаются своей декоративностью. По словам искусствоведа Пирзад Абдиновой, эти работы художника отображают элементы, относящиеся сугубо к азербайджанской культуре.
В выполненном тушью натюрморте «Фрукты» (1965) художник, используя линии различной толщины, определённым образом направляет внимание зрителя. Так, гранаты на переднем плане нарисованы с жирными, а фрукты на ветках — с тонкими контурами. «Керамика и фрукты» (1974) нарисована разноцветными фломастерами. В изображении чаши, кувшина и зелёной посуды, а также в расположении фруктов на краю стола отсутствует точность и симметрия.
Среди произведений, в которых Бахлулзаде использует натюрморт как второстепенную деталь можно назвать «Мардакян» (1960), на котором близ искусственного пруда изображён накрытый поднос для чаепития, и «Бузовна» (1963), где предметы (тазик, ведро, посуда для воды) делают изображение дачи и двора с тутовым деревом, как отмечает Абдинова, более живым.

## Выставки

### Участие в групповых выставках
- 1940 — Художественная выставка, посвящённая XX-летию установления советской власти в Азербайджане, Баку, помещение музея искусств[60] (с картиной «Оборона крепости Бааз»)[61].
- 1941 — Выставка произведений художников Азербайджана «За Родину», Баку, Музей искусств им. Р. Мустафаева[62].
- 1943 — Выставка «Работы азербайджанских художников в дни Великой Отечественной войны», Москва, Государственная Третьяковская галерея[63] (с картиной «Оборона крепости Бааза войсками Бабека»)[64].
- 1946 — Весенняя выставка произведений художников Азербайджана, Баку, Художественно-выставочный салон Союза художников Азербайджана.
- 1946 — Всесоюзная художественная выставка, Москва, Государственная Третьяковская галерея[65] (с картиной «Портрет каллиграфа Мир-Али»)[38].
- 1947 — Республиканская выставка произведений азербайджанских художников, посвящённая XXX годовщине Великой Октябрьской социалистической революции, Баку, Азербайджанский государственный музей искусств им. Р. Мустафаева[66].
- 1947 — Всесоюзная художественная выставка, Москва, Государственная Третьяковская галерея[67] (с картиной «Раннее утро»)[40].
- 1948 — Передвижная художественная выставка, Нахичевань, здание Драматического театра[68].
- 1954 — Выставка произведений художников Грузинской ССР, Азербайджанской ССР и Армянской ССР, Москва, Академия художеств СССР[69].
- 1957 — «Выставка живописи, скульптуры, графики к Первому Всесоюзному съезду советских художников», Москва, Выставочный зал Союза художников СССР[70].
- 1957 — Всесоюзная художественная выставка, посвящённая 40-летию Великой Октябрьской социалистической революции, Москва[71] (с картинами «Джыдыр дузи», «В окрестностях Шуши» и «Юхары дашалты»)[48].
- 1970 — Всесоюзная художественная выставка, посвящённая 100-летию со дня рождения В. И. Ленина (с картиной «Весна моей Родины»)[72].

### Персональные выставки

#### Прижизненные
- 1955 — Баку[21]
- 1956 — Ереван[21]
- 1956 — Тбилиси[21]
- 1960 — Баку[21]
- 1964 — Прага[22][24], Национальная галерея[8]
- 1965 — Москва[21]
- 1973 — Москва[21], выставочный зал на Кузнецком мосту[73]

#### Посмертные
- 1974 — Баку[21]
- 1977 — Москва (выставка графических работ)[17]
- 1978 — Ялта (выставка графических работ)[17]
- 1983 — Баку (выставка, состоящая из произведений из личных коллекций)[17]
- 1987 — Баку (выставка, состоящая из произведений из личных коллекций)[17]
- 1988 — Минск[17]
- 1994 — Баку, Азербайджанский государственный музей искусств имени Рустама Мустафаева (посвящённая 85-летию со дня рождения)[74]
- 1994 — Нью-Йорк, штаб-квартира ООН (посвящённая 85-летию со дня рождения)[17]
- 1994 — Стамбул, (посвящённая 85-летию со дня рождения)[17]
- 1995 — Лондон[17]
- 1996 — Бонн[17]
- 1999 — Баку (посвящённая 90-летию со дня рождения)[17]
- 2005 — Баку, Галерея имени Саттара Бахлулзаде (посвящённая 95-летию со дня рождения)[75]
- 2009 — Баку, Бакинский центр искусств (посвящённая 100-летию со дня рождения)[76]
- 2009 — Париж, Парижский выставочный зал «Сегюк» (посвящённая 100-летию со дня рождения)[73]
- 2009 — Нью-Йорк, штаб-квартира ООН (посвящённая 100-летию со дня рождения)[73]
- 2009 — Ташкент, Центральный выставочный зал Академии художеств Узбекистана (посвящённая 100-летию со дня рождения)[77]
- 2012 — Баку, главный офис Халг Банка[78]
- 2014 — Амирджаны, Дом-музей Саттара Бахлулзаде (выставка графических работ, посвящённая 105-летию со дня рождения)[56]

## Статьи художника
- Мы искали прекрасные табло: [В связи с 38-летием Октябрьской социалистической революции] (азерб.) = Gözəl tablolar aradıq: [Oktyabr sosialist inqilabının 38-ci ildönümü münasibətilə] // Литература и искусство[азерб.]. — Баку, 6 ноября 1955.
- Достоин признания: [Впечатления художника об открытых выставках республик Закавказья] (азерб.) = Təqdirəlayiqdir: [Rəssamın Zaqafqaziya Respublikalarında açılan sərgilərindən təəssüratı] // Литература и искусство[азерб.]. — Баку, 17 декабря 1960. — S. 3.
- Подлинное искусство бессмертно: [Сердечные слова художника о награждении В. Самедовой премией имени М. Ф. Ахундова] (азерб.) = Əsil  sənət  ölməzdir: [Rəssam  V. Səmədovanın  M. F. Axundov adına mükafata təqdim edilməsi haqqında rəssamın ürək sözləri] // Литература и искусство[азерб.]. — Баку, 8 апреля 1967. — S. 4.
- Поэзия любви к человеку: [В связи с награждением книги Расула Рзы «Я — земля» государственной премией] (азерб.) = İnsana məhəbbət poeziyası: [R.Rzanın  «Mən torpağam»  kitabının  dövlət mükafatına  təqdim  edilməsi  münasibəti  ilə] // Литература и искусство[азерб.]. — Баку, 24 июня 1967. — S. 3.
- Можно ль душу из сердца украсть?: [О влюблённости художника в прекрасные пейзажи Азербайджана] (азерб.) = Ayrılarmı könül candan: [Rəssamın  Azərbaycanın  gözəl  mənzərələrinə vurgunluğu barədə]. — Баку, 29 сентября 1970.
- Мир прекрасного: [Интервью с художником] (азерб.) = Gözəllik  dünyası: [Rəssamla müsahibə] // Литература и искусство[азерб.]. — Баку, 29 сентября 1970. — S. 12.
- Ты моя мать, моя Родина:  [В связи с 50-летием образования СССР] (азерб.) = Anam, doğma vətənimsən:  [SSRİ-nin  yaradılmasının  50  illiyi münasibətilə]. — Баку, 29 апреля 1972.

## Награды и звания
- Награждён двумя орденами Трудового Красного Знамени (09.06.1959; 19.12.1969)
- Заслуженный деятель искусств Азербайджанской ССР (26.03.1960)
- Народный художник Азербайджанской ССР (12.04.1963)[26][1]
- Лауреат Государственной премии Азербайджанской ССР (1972) — за серию работ «Пейзажи Азербайджана»

## Память о художнике
Имя Саттара Бахлулзаде носит улица в Сураханском районе города Баку. Именем художника назван Дворец культуры в посёлке Амирджаны. В Баку существует Центральный выставочный салон имени Саттара Бахлулзаде. Художниками и скульпторами в различные годы были созданы портреты Саттара Бахлулзаде. Художнику посвящены стихотворения ряда видных поэтов. О Бахлулзаде снято также несколько фильмов. В посёлке Амирджаны функционирует дом-музей Саттара Бахлулзаде.
В 1989 году в связи с 80-летием был проведён вечер памяти Саттара Бахлулзаде.
В 1991 году была изготовлена памятная медаль «В память Саттара Бахлулзаде» (медальеры — члены Союза художников СССР Тельман и Эльдар Зейналовы).
17 декабря 1994 года во дворце «Республика» в Баку состоялся торжественный юбилейный вечер по случаю 85-летия Саттара Бахлулзаде, на котором выступил президент Азербайджанской Республики Гейдар Алиев.
34 сессией Генеральной Ассамблеи ЮНЕСКО было принято постановление о проведении в 2008—2009 годах 100-летнего юбилея художника. 31 января 2008 года президент Азербайджана Ильхам Алиев подписал распоряжение «О проведении связанных с Азербайджаном юбилеев, включенных в программу ЮНЕСКО по празднованию знаменательных дат и юбилеев выдающихся личностей в 2008—2009 годы». Среди этих юбилейных дат было и 100-летие Саттара Бахлулзаде. В Париже, резиденции ЮНЕСКО, а также ряде стран прошли выставки картин Саттара Бахлулзаде, были опубликованы научные труды посвящённые его творчеству, вышли в свет каталоги его работ.
15 декабря 2009 года, в день рождения художника, «Азермарка» выпустила новую серию марок с названием «Азербайджанская школа изобразительного искусства. Художник С. Бахлулзаде», посвящённых 100-летнему юбилею Саттара Бахлулзаде. В серию входят 6 марок, с изображением картин художника, стоимостью 0,2 манатов каждая. Серия составила 5 000 листов.
19 декабря 2009 года прошла научно-практическая конференция, намеченная согласно совместному плану мероприятий Министерства культуры и туризма и Исполнительной власти Сураханского района, утверждённому в рамках празднования 100-летнего юбилея Саттара Бахлулзаде. На мероприятии выступили заместитель министра культуры и туризма Адалят Велиев, председатель Союза художников Азербайджана, народный художник Азербайджана Фархад Халилов, искусствовед Зиядхан Алиев, поведавшие о творческих успехах художника.
26 августа 2020 года в Сураханском районе Баку состоялось открытие Дома культуры имени Саттара Бахлулзаде.

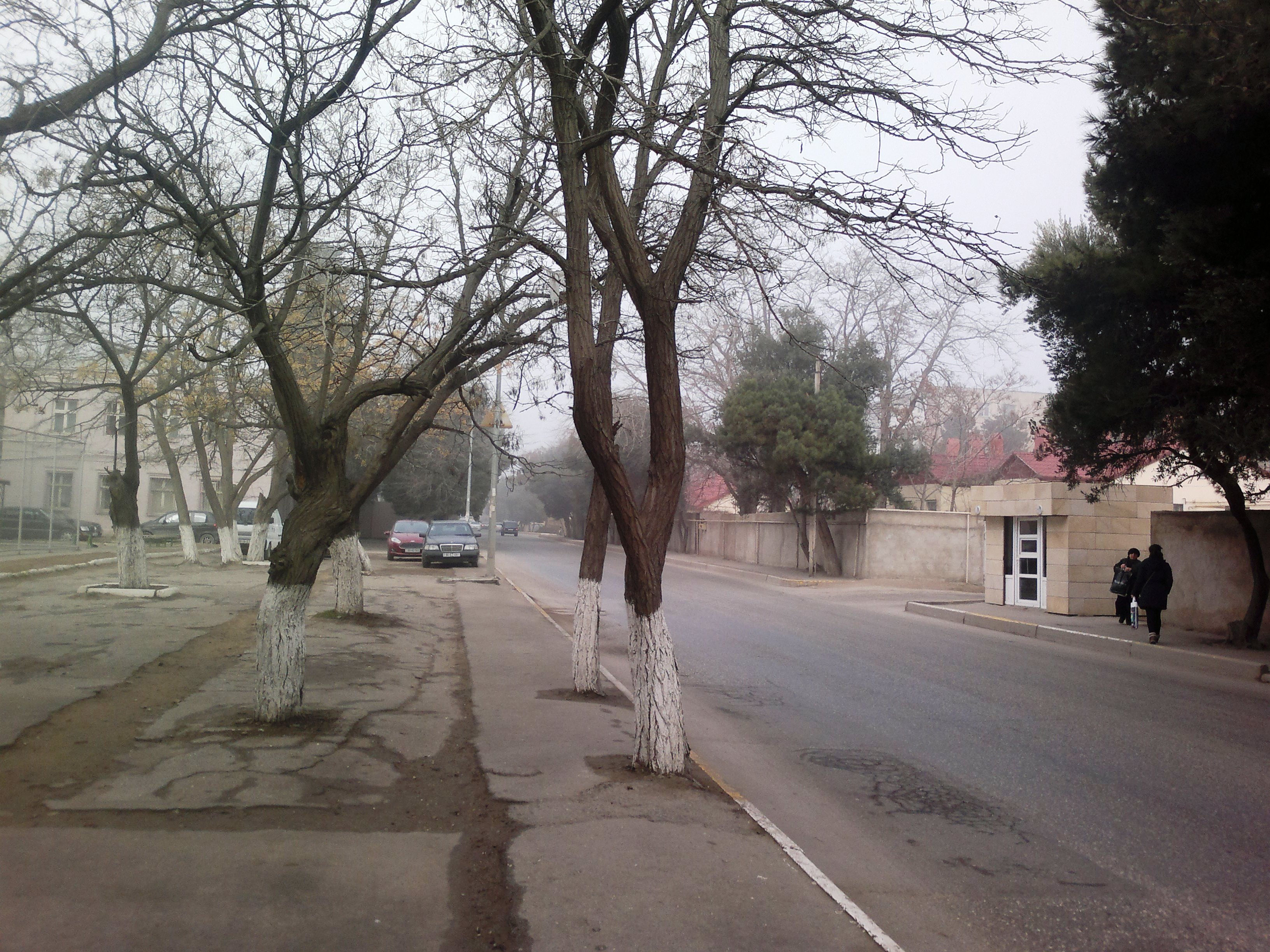
Улица Саттара Бахлулзаде. Амирджаны
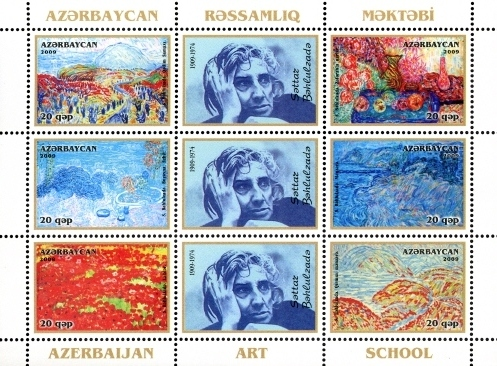
Марки Азербайджана, посвящённые 100-летнему юбилею Саттара Бахлулзаде
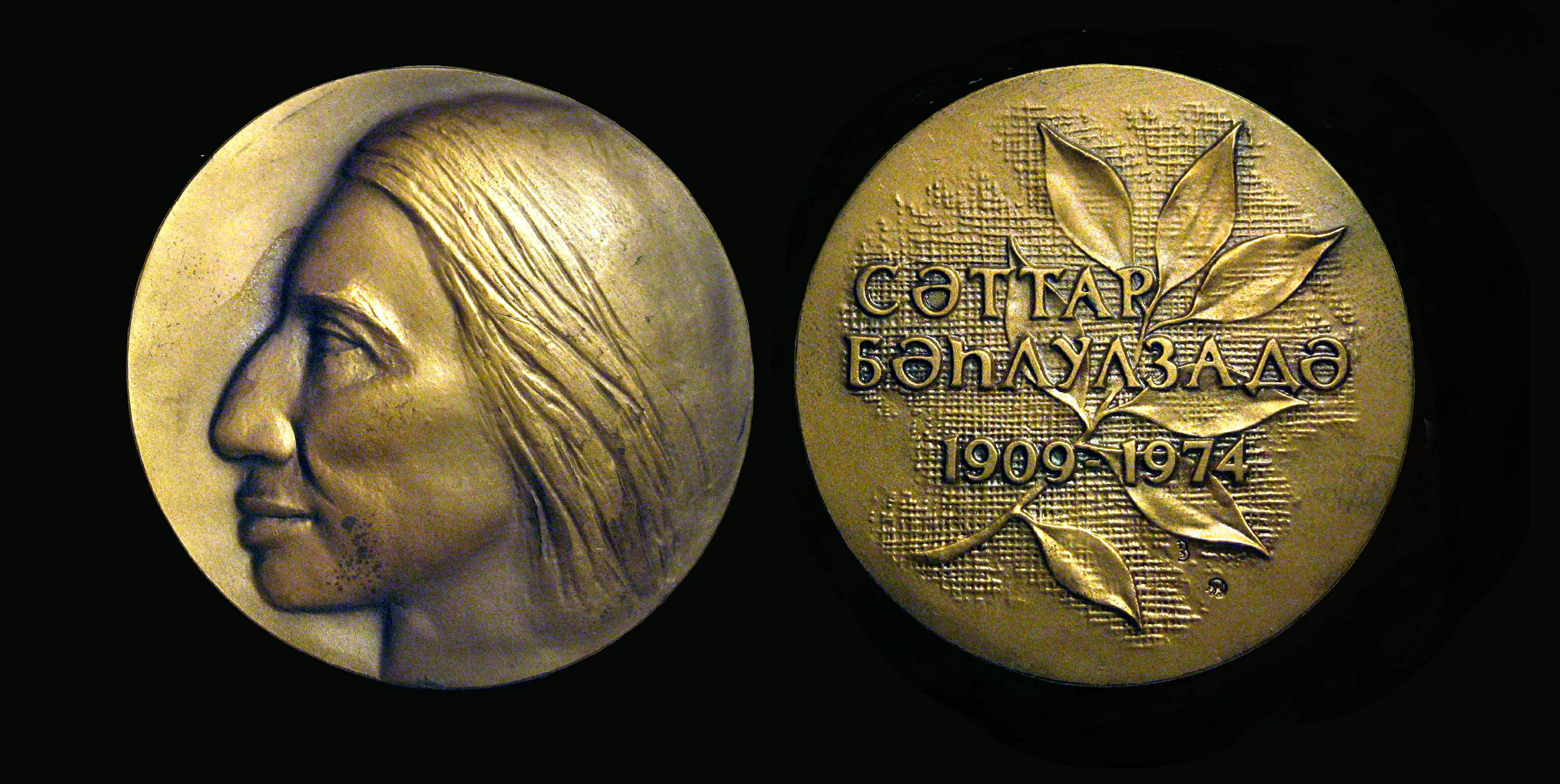
Памятная медаль «В память Саттара Бахлулзаде»

### Образы художника в изобразительном искусстве

#### В живописи

Портрет Бахлулзаде кисти Таги Тагиева

Ещё при жизни Бахлулзаде художниками были исполнены его портреты. В 1955 году, после состоявшегося в ноябре этого же года Второго съезда художников Азербайджана, Таги Тагиев написал маслом портрет Бахлулзаде. Этот портрет, как отмечается в «Краткой художественной энциклопедии», отличают выразительность силуэта и тонкое колористическое решение. Хранится эта картина в Национальном музее искусств Азербайджана в Баку.
В 1959 году портрет художника пишет Тогрул Нариманбеков. Данный портрет художника, по словам искусствоведа Нуреддина Габибова, выполнен в остропсихологическом ключе. Саттар Бахлулзаде здесь находится во власти раздумий и воспоминаний. Клубы сигарного дыма окутали его смуглое, худое, аскетическое лицо: спокойствие и интимность атмосферы интерьера, как отмечает Габибов, как бы соответствуют творческому настроению художника.
В 1960 году портрет художника маслом создал Ф. Г. Алескеров. В доме-музее Бахлулзаде выставлен шарж, созданный 10 июня 1973 года Гасаном Хагвердиевым.
В 2015 году искусствоведом и главным смотрителем дома-музея Бахлулзаде Парвизом Абдиновым был обнаружен портрет художника, выполненный в 1979 году Народным художником Узбекской ССР Чингизом Ахмаровым, с котором Бахлулзаде учился в МГХИ им. Сурикова. Этот портрет хранится в Узбекской художественной академии.

#### В скульптуре

Бюст художника в доме-музее. Скульптор — Народный художник СССР Пинхос Сабсай

Многие художники, вдохновившись творчеством Саттара Бахлулзаде, создали его скульптуры. Первый скульптурный портрет Бахлулзаде создал Фуад Абдурахманов в 1947 году. После образы Саттара Бахлулзаде воплотили в скульптуре художники Пинхос Сабсай, Омар Эльдаров, Эльмира Гусейнова, Фуад Бакиханов, Джюмшюд Ибрахимли, Натик Алиев, Гусейн Ахвердиев, Ханлар Ахмедов и др. Омар Эльдаров создал также надгробный памятник художника.
В 1947 году Фуад Абдурахманов создал мраморную скульптуру художника. Бахлулзаде здесь изображён без своих длинных волос. По словам искусствоведа Самира Садыгова, в этом портрете нашли своё отражение лаконичность и ясность пластичных форм. Глядя на скульптуру, как отмечает Садыгов, чувствуется, что изображённый художник не умиротворён, он всегда находится в беспокойном поиске.
В 1961 году Пинхос Сабсай создал из дерева бюст художника. По словам Самира Садыгова, этот портрет Бахлулзаде раскрыл новые черты в творчестве Сабсая, который в основном творил из мрамора. Сабсай создал деревянный бюст Бахлулзаде в нескольких вариантах.
Работа Фуада Бакиханова, созданная из местного известняка, отличается от скульптур Сабсая и Гусейновой. Здесь нет тонкой и ясной характеристики портрета, присущей исполнению Сабсая, или особенности черт лица, как в работе Гусейновой. Самир Садыгов отмечает, что в созданном Бакихановом образе более сильно выражены глубокое чувство, напряжённость жизненных раздумий.
Гипсовую скульптуру художника в 1964 году создал Омар Эльдаров. Эльдаров создал также две деревянные скульптуры Саттара Бахлулзаде.
На стене дома в Амирджанах, в котором родился Бахлулзаде установлена мемориальная доска с барельефом работы Джюмшюд Ибрагимова. Ханлару Ахмедову принадлежит барельеф, установленный на стене дома-музея Саттара Бахлулзаде в Амирджанах.
Через год после кончины художника, в 1975 году над его могилой был воздвигнут бронзовый памятник. Автором памятника является Омар Эльдаров.

### Саттар Бахлулзаде в литературе
Премудрость София!

— О мать Изида!

Мыслей огни — 

Физули, Хагани — 

Сердце излито

Высшего дара — 

Пальцы Саттара,

Улыбка Саттара!
Многие поэты, лично знавшие Саттара Бахлулзаде посвятили ему стихотворения. Так, например, известно стихотворение Дмитрия Нечитайло «Памяти Саттара Бахлулзаде». Поэт и публицист Валентин Проталин посвятил художнику стихотворение «Саттару Бахлулзаде народному художнику Азербайджана». Народный поэт Азербайджана Тофик Байрам написал стихотворение «Влюблённый в красоту», посвящённое Саттару Бахлулзаде.
Перу народного поэта Азербайджана Сулеймана Рустама принадлежит стихотворение «Саттар Бахлулзаде». Народный поэт республики Мамед Рагим посвятил художнику стихотворение «Великий мастер». Стихотворение «Саттару Бахлулзаде» принадлежит Народному поэту Азербайджана Халил Рзе Улутюрку. Саттару Бахлулзаде посвятил газель Народный поэт Азербайджана Алиага Вахид. Поэт и заслуженный деятель искусств Азербайджана Мирмехди Сеидзаде написал стихотворение «Видный художник, любимый друг», посвящённое Бахлулзаде. Тексты всех этих стихотворений демонстрируются на стене первого этажа Дома-музея Саттара Бахлулзаде в Амирджанах.
Искусствоведом Ильхамом Рахимли написана книга «Мир Саттара» (Баку, 1990). Искусствовед Зиядхан Алиев написал книгу «Меджнун искусства» (Баку, 2010), рассказывающую о жизни и творчестве Саттара Бахлулзаде.

### Фильмы о Саттаре Бахлулзаде
В 1969 году творческим объединением «Экран» был снят документальный фильма «Это Саттар Бахлулзаде» о творчестве художника (сценарий к фильму написал Анар). В 1988 году был снят другой документальный фильм о художнике — «Саттар Бахлулзаде». В фильме о творчестве художника говорили московские и ленинградские искусствоведы, друзья художника Таир Салахов и Марал Рахманзаде.
В 2008 году на экраны Общественного телевидения Азербайджана вышел документальный фильма о Саттаре Бахлулзаде из цикла «Неповторимые». В фильме своими воспоминаниями о художнике делились Тогрул Нариманбеков, Таир Салахов, Омар Эльдаров, Ариф Меликов и др. В 2014 году на экраны «Азербайджанского телевидения» вышел документальный фильм «Обыкновенный и необыкновенный Саттар Бахлулзаде». В этом фильме также прозвучали воспоминания знавших лично художника Тогрула Нариманбекова и Омара Эльдарова, а также писателя Анара и друга детства Саттара Бахлулзаде исследователя Салеха Таирова.
В 2009 году в связи с 100-летним юбилеем художника на студии «Джарчи-филм» канала Общественного телевидения был снят художественный фильм «Последний дервиш». Режиссёром фильма является заслуженный деятель искусств Азербайджана, кинорежиссёр Алекпер Мурадов (Бахлулзаде был соседом и близким другом его отца в поселке Амирджаны). Автором сценария является сам режиссёр в соавторстве с Ахмедом Оруджем, оператор — Манаф Гулиев, художник-постановщик — Агаали Ибрагимов, музыка к фильму была написана композиторами Имрузой Гусейновой и Изольдой Бабаевой. Актёрский состав представлен Джамалом Магеррамли (Саттар Бахлулзаде в детстве), Гусейном Рагимовым (юный Саттар Бахлулзаде), Хаджар Агаевой (Марал Рахманзаде), Рамизом Новрузовым (Мир Джафар Багиров), Владимиром Неверовым (Григорий Щегаль), Наиной Ибрагимовой (супруга Щегаля), Тариэлем Гасымовым, Агакиши Кязимовым, Соной Микаиловой (мать Саттара) и другими актёрами. Роль пожилого Саттара Бахлулзаде сыграл житель посёлка Амирджаны, монтёр по профессии Назим Бабаев, не являющийся профессиональным актёром, которого отличает, прежде всего, большое внешнее сходство с художником, в чём и заключалась задумка режиссёра.

### Дом-музей

Дом-музей Саттара Бахлулзаде в Амирджанах

После кончины художника был поднят вопрос о создании его музея. Тогда в большом здании мечети в Амирджанах, построенной нефтепромышленником Муртузой Мухтаровым, был устроен музей и выставлены произведения художника, предварительно выселив оттуда ткацкую фабрику, с предоставлением ей другого помещения. Но вскоре это здание вновь начало функционировать как мечеть. Картины же поместили в доме Бахлулзаде. Этот дом был построен самим художником рядом с отцовским, где он родился, на средства заработанные в последний период жизни. После кончины Бахлулзаде здесь поселился его племянник, сын сестры, Рафаэль Абдинов со своей семьёй.
После назначения главой исполнительной власти Сураханского района Гаджибалы Абуталыбова, им было объявлено, что в районе, славящимся именем этого художника, обязательно должен быть создан музей республиканского уровня. Абуталыбов начал добиваться этого. Уже будучи мэром города Баку, для решения этого вопроса он даёт распоряжение о выделении квартиры в центре города племяннику Бахлулзаде. Однако, в доме поселилась семья другого родственника художника.
22 мая 2014 года, после проведённых работ по капитальному ремонту и реконструкции и последовавшему обновлению художественных экспозиций и интерьера, состоялось открытие Дома-музея художника. Музей был создан согласно распоряжению президента страны Гейдара Алиева от 1994 года. Мероприятие прошло при участии известных общественных деятелей и представителей культуры и искусства, а также на нём присутствовали члены семьи Саттара Бахлулзаде и жители посёлка. На открытии прозвучал мугам в исполнении трио — Фируз Сахавет (ханенде), Хаям Мамедов (кяманча) и Алиага Садиев (тар), а также выступил хор детской школы искусств № 3 поселка Амирджаны под руководством Сабины Гаджиевой. Также были продемонстрированы работы детей Творческого центра имени Саттара Бахлулзаде. В этот день с речами выступили Министр культуры и туризма Азербайджана Абульфаз Гараев, председатель Союза художников Азербайджана Фархад Халилов, художник Гусейн Хагвердиев, подаривший Дому-музею портрет Саттара Бахлулзаде, нарисованный его отцом Гасаном Хагвердиевым в 1973 году, а также директор Дома-музея Ирада Абдинова (племянница Саттара Бахлулзаде).
Музей состоит из двух этажей и двора. Экспозиция музея расположена в 5 комнатах и коридоре второго этажа. В коридоре музея выставлены как персональные фотографии художника, так и фотографии с другими художниками, а также — репродукция его картины «Юхары дашалты». В малой комнате выставлены репродукция картины «Джоратские дыни», кисти и краски художника, а также заметки о Саттаре Бахлулзаде в прессе и научных изданиях.
В зале демонстрируются репродукции картин «Моя мать», «Слезинки Кяпаза», «Базардюзю», бюст художника работы Пинхоса Сабсая. На витринах выставлены поздравительные письма и телеграммы в адрес художника, каталоги на различных языках, личные документы и приглашения на персональные выставки.
В другой комнате выставлены фотографии Бахлулзаде и его матери Окумы-ханум, репродукции картин «Долина Гудиал-чай», «Физули», «Меджнун», личные книги и подаренные его друзьями, а также книги посвящённые самом художнику, мольберт художника, его палитра, кисти, письменный стол, радио и другие предметы.

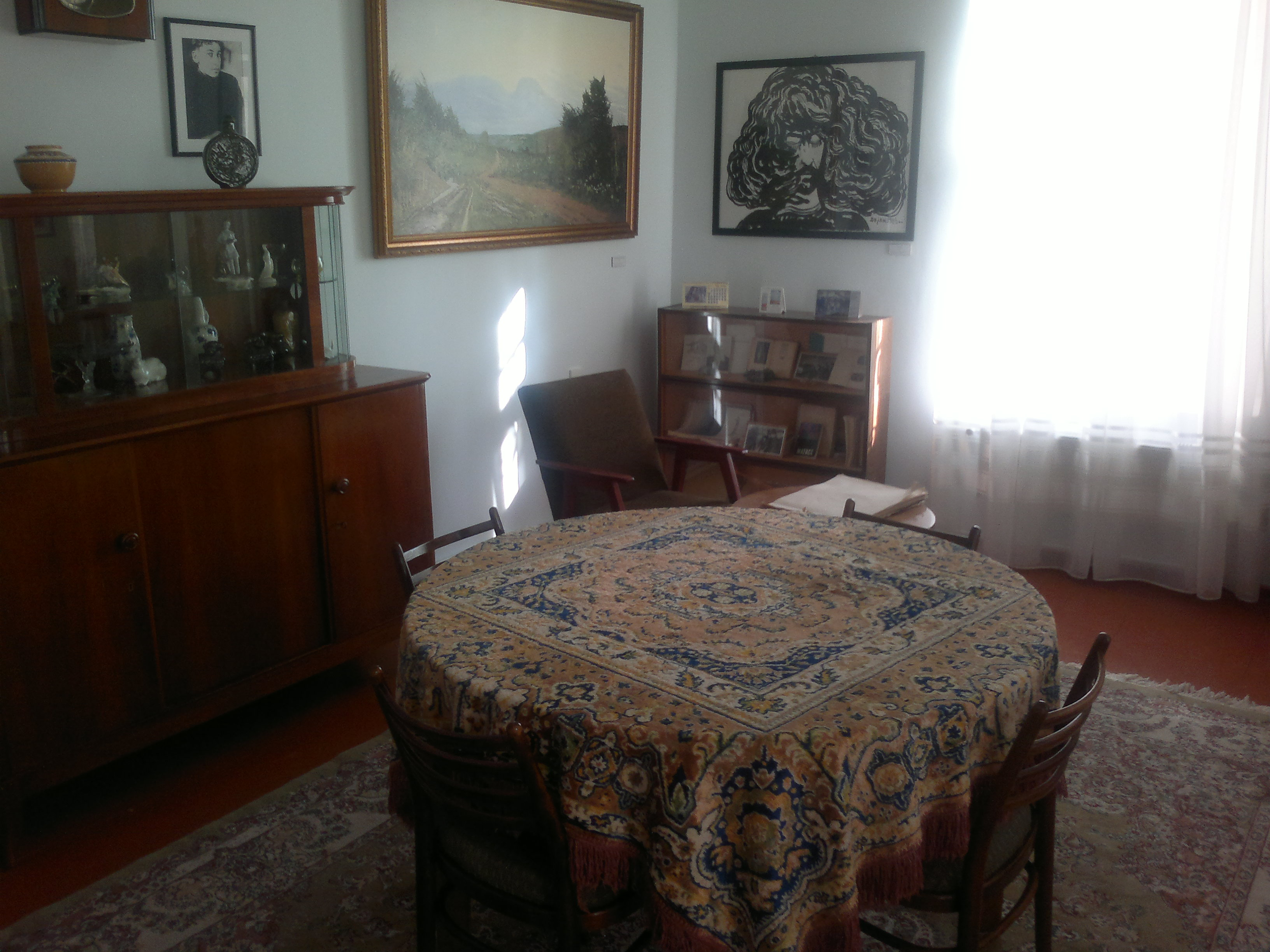
Гостиная
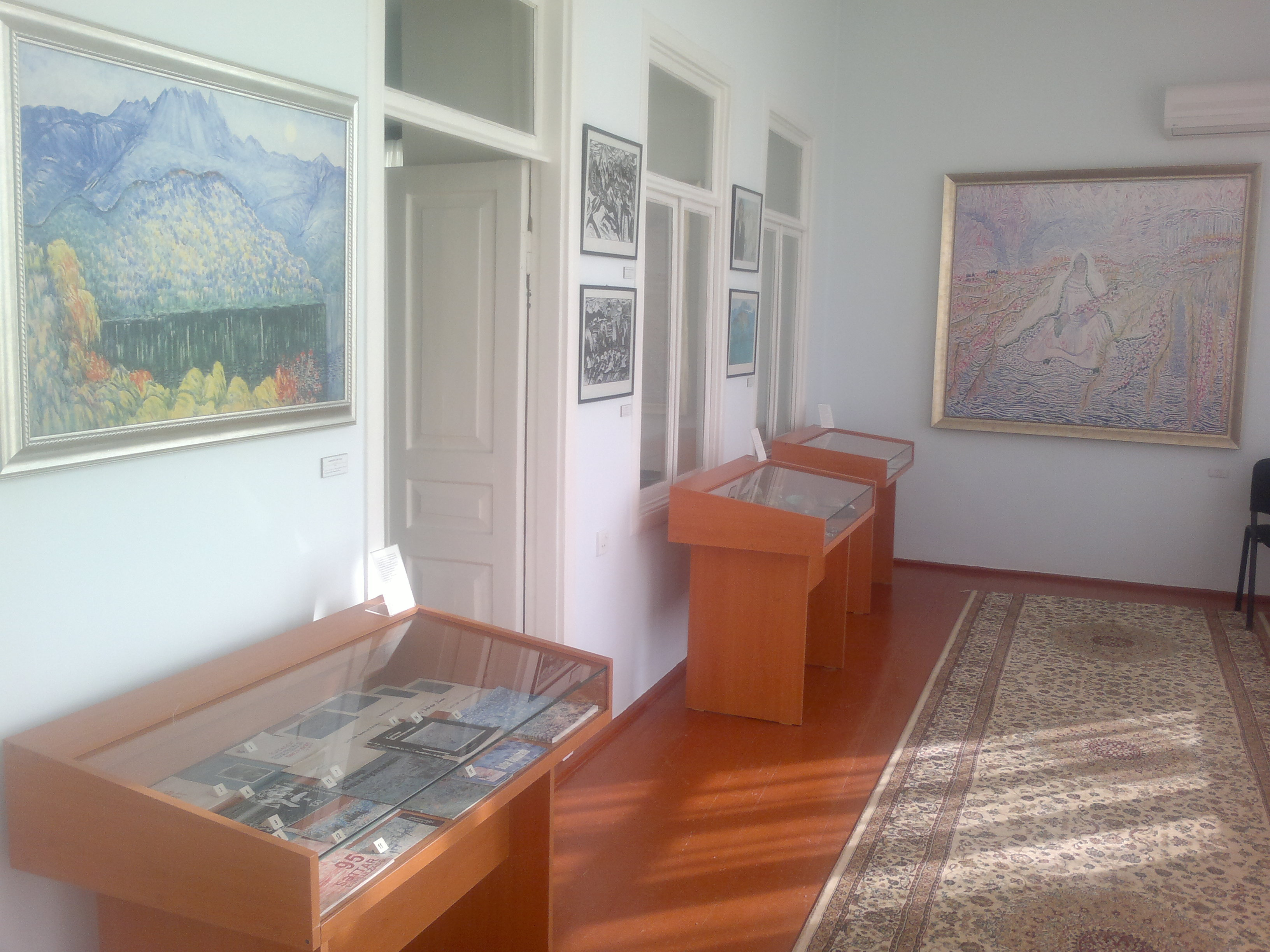
Коридор
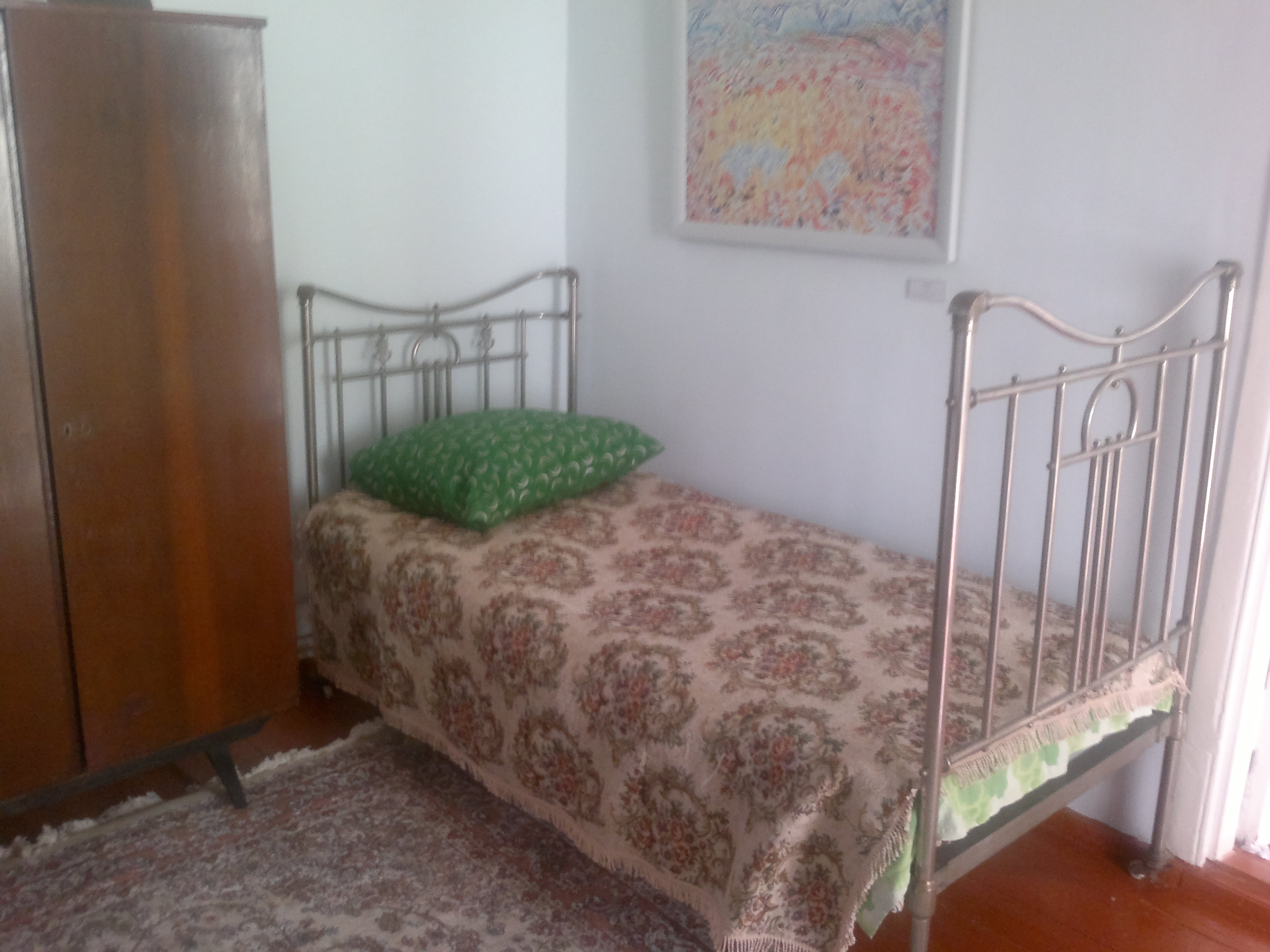
В спальне художника
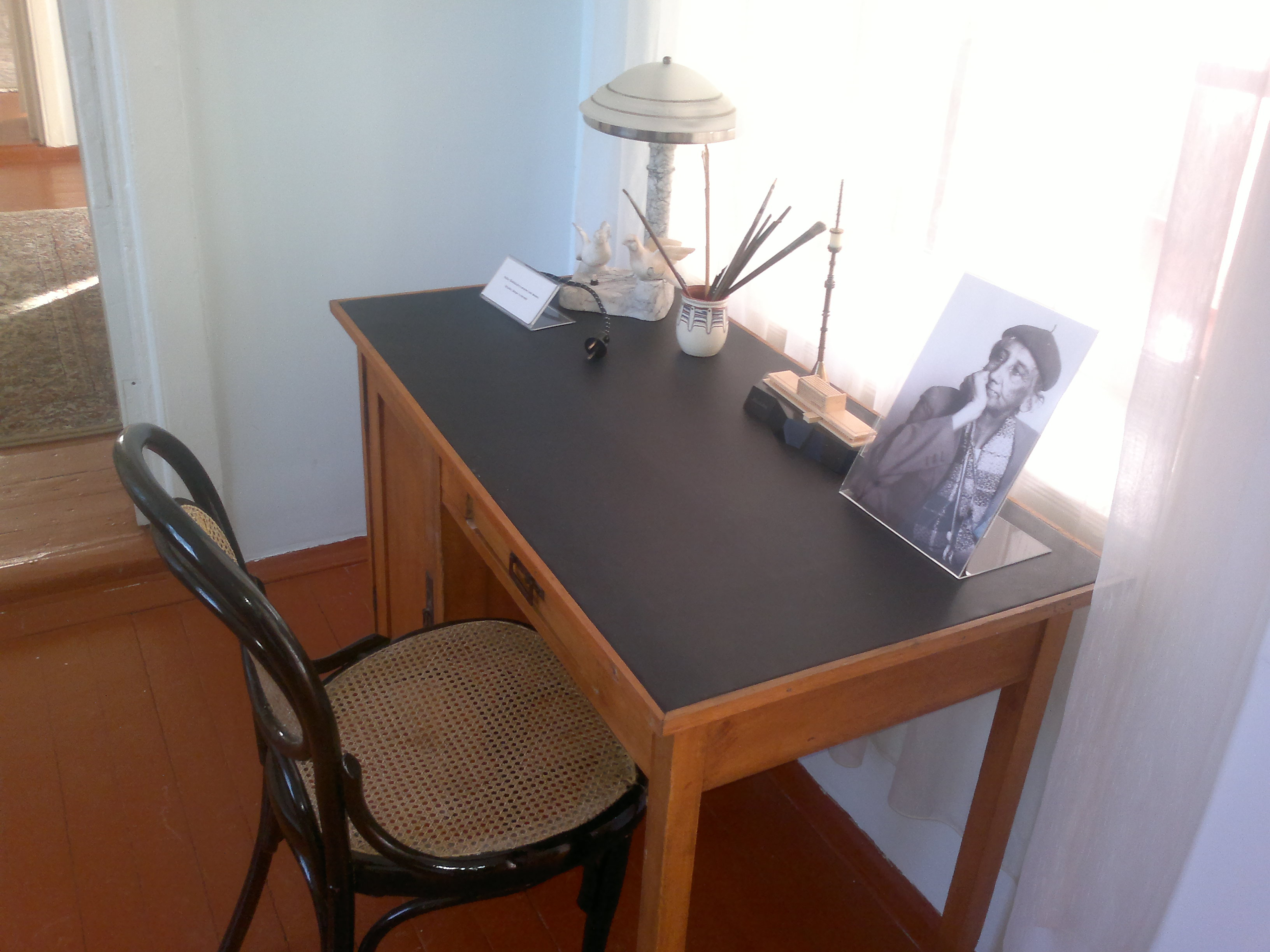
Письменный стол художника